# Hardcore house
Hardcore house of hardcore (ook bekend als gabberhouse of gabber) en hardcore techno in het buitenland, is een muziekgenre dat bekendstaat als de hardste en snelste techno of housemuziek die er is.
Kenmerkend is het snelle en harde bassdrumtempo, dat gemiddeld rond de 160-210 bpm (beats per minute) ligt, meestal met de tellen van een vierkwartsmaat als ritme vergezeld met snerpende basslines, kickdrums en hihats. Naast feestvocalen worden er vaak kernspreuken uit rapmuziek en films gebruikt, en er worden ook wel samples uit andere muzieksoorten gebruikt. Daarbij wordt vaak het geluid sneller gemaakt en omgezet in een pakkende melodie die synchroon loopt met de beatsnelheid.
Hardcore is ontstaan vanuit de acid house uit Chicago, techno uit Detroit en new beat uit België, samen met invloeden vanuit het ravegenre. Hardcore is ontwikkeld in Nederland. Door bijvoorbeeld hardcore-evenementen als Thunderdome en later Masters of Hardcore werd hardcore landelijk bekend. Daaruit is onder meer de gabbercultuur ontstaan. De benaming 'gabber' is ontstaan in Amsterdam, waar het woord 'gabber' of 'gap' in de volksmond wordt gebruikt en 'vriend' betekent.
Er zijn verschillende stromingen en varianten ontstaan, zoals terror, industrial hardcore en happy hardcore. Tegenwoordig is de hardcore-scene vooral vertegenwoordigd in Europese landen als Nederland, België, Duitsland, Frankrijk, Tsjechië en Italië. In de Verenigde Staten, Australië en Rusland bestaat ook een hardcore-scene met een redelijke bekendheid.

## Geschiedenis
Hardcore house kent een vrij ruime voorgeschiedenis en is ontstaan vanuit een combinatie van de muziekstromingen acid house, techno en new beat. De wisselwerking tussen deze stromingen leidde tot de opkomst van de hardcore house. Acid house werd midden jaren tachtig ontwikkeld in Chicago vanuit de house, die dan ook wel Chicago house wordt genoemd. In de latere jaren tachtig werd de techno ontwikkeld in Detroit, wat een mix is van Chicago house, funk, electro en elektrische jazz met elektronische muziek. Eind jaren tachtig werden techno en acid house ook op houseparty's in het Verenigd Koninkrijk, Duitsland, Nederland en België gedraaid. Ondertussen ontstond er in België ook new beat, een cross-over van EBM (Electronic body music) en house, waaronder acid house. Een belangrijke ontwikkeling was een kruisbestuiving tussen acid house uit de Britse rave en new beat uit België. New beat kreeg een agressiever industrialgeluid en er ontstond een hardere variant van acid house. Begin jaren negentig begonnen Duitse dj's de techno te intensiveren qua snelheid en ruwheid. Er ontstond een technovariant doordrenkt met acid house, die vervolgens begon te transmuteren in het hardcoregeluid.

### Oorsprong
Een aantal toonaangevende hardcoreproducers en -dj's van het eerste uur vinden hun oorsprong in de rave-scene en waren in die tijd vooral bezig met rave te experimenteren. Dit is een combinatie van electro, techno, acid house en italodisco. Dat zijn de eerste muziekgenres die op typische raves werden gedraaid, eerst met name in het Verenigd Koninkrijk en Duitsland, maar later ook in België en Nederland. Het werd ook wel jarentachtighardcore genoemd door de ravers. Early rave kwam ongeveer gelijktijdig op met het hardcoregeluid. Vooral in de startfase werden zij beide nog als identiek gezien, dit omdat rave in de begintijd ook acid house met techno combineerde en er een hardere variant van probeerde te maken. Rave had later meer de neiging om vrolijker te klinken om zodoende een breder publiek aan te trekken. Naast de mainstream werd het ondergrondse geluid wel steeds meer geaccepteerd; er ontstonden daarmee twee aparte stromingen in de rave. De hardcore heeft dat ondergrondse geluid als het ware opgepakt, maar dan gebaseerd op de kruisbestuivingen tussen techno, acid house en new beat, gecombineerd met de invloeden van de early rave.

### Ontstaan
1e erkende hardcore house van tegenwoordig is ontwikkeld in Nederland en werd groot in Rotterdam. De eerste platen met typerende hardcorehouse-elementen verschenen in 1990. In 1992 kreeg de hardcore meer een eigen geluid en werd dan ook wel gabberhouse genoemd. In het buitenland wordt het ook wel Rotterdam- of hardcore techno genoemd. In Vlaanderen was deze muziekstijl aanvankelijk minder succesvol dan techno, maar in de midden jaren negentig waaide de muziek met de gabbercultuur volledig over naar Vlaanderen en rond het stadsgebied van Doornik in de club Temple Of House La Bush met DJ Vince en DJ Bass als de resident DJ van de kamer Temple Of Hardcore La Bush.

Het Planet Core Productions logo

Een duidelijk en enkel beginpunt van de hardcore aanwijzen is nogal onvolledig omdat het vrij geleidelijk is verlopen. In het algemeen wordt er aangenomen dat We have arrived van Mescalinum United van Marc Acardipane de eerste hardcore-productie is. Dit muziekstuk werd voor het eerst in 1991 uitgebracht op de plaat Reflections Of 2017 op het label Planet Core Productions, dat opgericht werd in 1989 in het Duitse Frankfurt am Main. Als men de plaat beluistert hoort men veel invloeden van andere stijlen die vrij kenmerkend zijn voor de hardcore. De eerste hardcore track in België is Catwalk, uitgebracht in 1991 door het Belgische duo T99.

#### 1990: DJ Rob en Paul Elstak

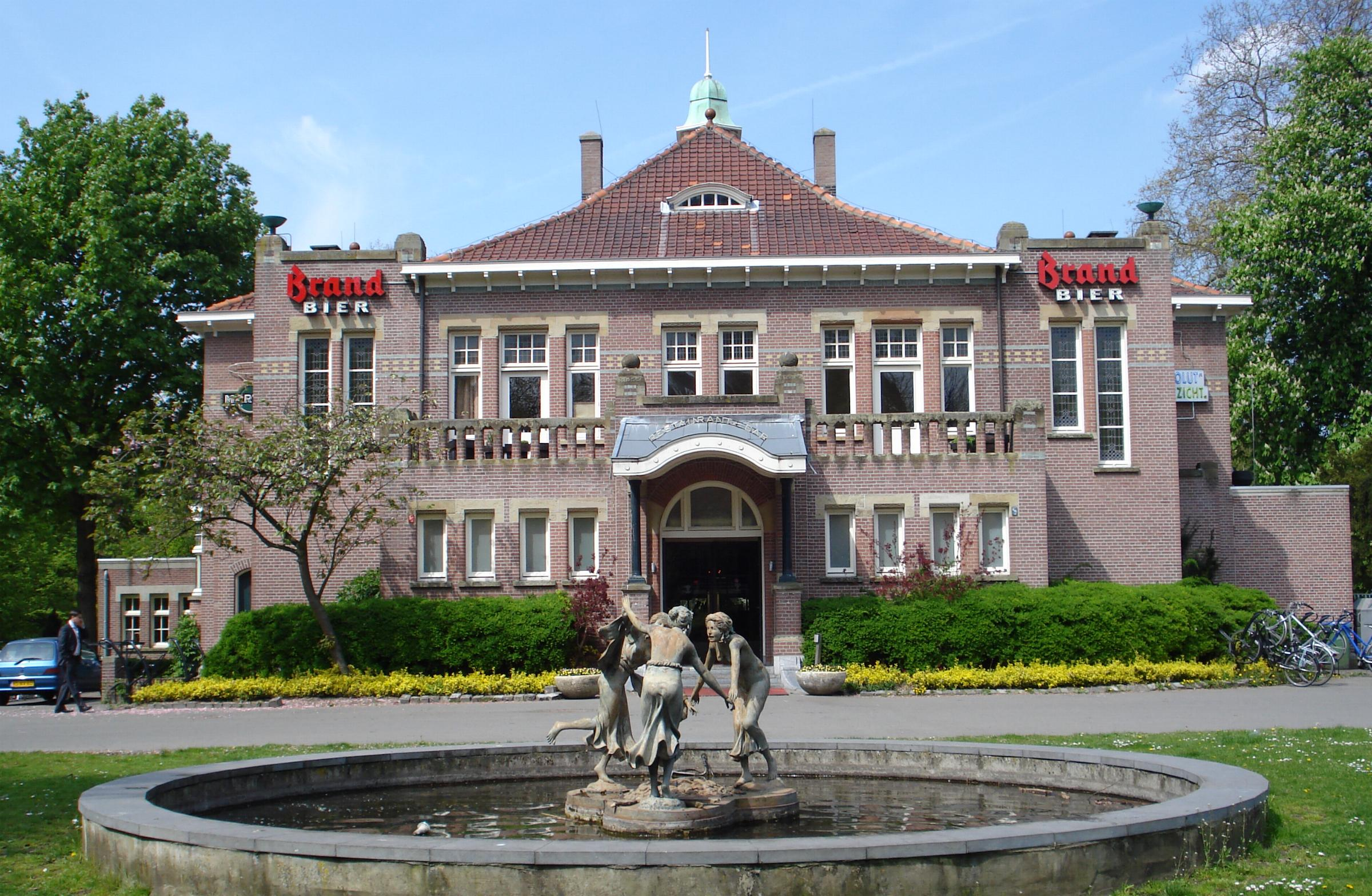
Hardcore-bakermat Parkzicht in Rotterdam

Een van de pioniers van de hardcore-scene is DJ Rob (Rob Janssen), die vanaf 1989 de huis-dj was in discotheek Parkzicht in Rotterdam. De discotheek staat ook bekend als de bakermat van de hardcore. Naast het liberale deurbeleid mocht er ook geëxperimenteerd worden met housevarianten. DJ Rob draaide dan ook wel de hardere techno uit Detroit en Duitsland, die hij mixte met ritmes uit een drumcomputer, de Roland TR-909. Daarmee creëerde hij een uniek geluid dat wekelijks veel publiek aantrok vanuit heel Nederland.
In 1990 ontmoet hij dj Paul Elstak, die vanaf 1987 diskjockey was in de Rotterdamse discotheek BlueTiek-In. Samen met zijn dj-mentor en housepionier Hithouse (Peter Slaghuis) produceerde hij in 1990 de single Father Forgive Them van Holy Noise. Andere producers van Holy Noise zijn DJ Rob Fabrie (Waxweazle of The Headbanger) en Richard van Naamen. Het nummer werd een hit door DJ Rob in Parkzicht, en er was intussen een samenwerking ontstaan tussen hem en Paul Elstak, waarbij zij platenselecties en producties uitwisselden en mixten. De twee Rotterdamse dj's begonnen een offensief als reactie op de dominante Amsterdamse dancescene. De stijl van DJ Rob werd steeds harder met vooral instrumentale platen, zoals T99 met Anasthasia uit België. Later in 1991 was DJ Rob een van de initiatiefnemers van 'De Houseparty Ahoy' in de Maashal van Ahoy, die wel wordt beschouwd als het eerste grote hardcorefeest.

#### 1991: eerste hardcore-uitgaven
In september '91 werd door L.A. Style het nummer James Brown is Dead uitgebracht, waarop Holy Noise reageerde met James Brown is Still Alive. Deze wisselwerking is toonaangevend geweest binnen de ontwikkeling van hardcore: beide nummers worden wel als eerste (Nederlandse) hardcoreproducties beschouwd. Datzelfde jaar kwam Human Resource met Dominator uit en ook Speedy J met Pullover, die beide ook typische hardcore-elementen vertonen. Ook het nummer The nightmare van Holy Noise verscheen, dat qua snelheid al overeenkwam met de hardcore. Labels zoals Dance International Records brachten ook wel early rave en hardcore uit.
In 1991 kreeg het genre de bijnaam 'gabberhouse' wat als eerste publiekelijk werd aangekondigd door houseproducent D-Shake in een VPRO-muziekprogramma. In New York wordt het Amerikaanse label Industrial Strength Records opgericht door Lenny Dee.

### Earlyhardcoreperiode
De early hardcore is de hardcore uit de vorige eeuw en loopt van 1992 tot en met 1999. Deze stroming is qua geluidskarakter duidelijk te onderscheiden van de hardcore die erna volgde.

#### 1992: producties en evenementen
In 1992 wordt het label Rotterdam Records opgericht door Paul Elstak en wordt nu wereldwijd erkend als het eerste hardcorelabel. De eerste plaat is Amsterdam Waar Lech Dat Dan? van de Euromasters uit Rotterdam. De plaat wordt beschouwd als de allereerste (echte) gabberplaat, oftewel volledig hardcore. Zoals de titel en ook de plaatcover aangeeft is het een soort uithaal naar Amsterdam. De opzet was ook om Rotterdam meer op de kaart te zetten en duidelijk aan te geven dat de echte hardcore uit Rotterdam kwam. Rotterdam Records maakte deel uit van Mid-Town Records dat zowel platenmaatschappij als platenwinkelketen was. Paul Elstak werkte daar en zodoende kreeg hij direct respons van klanten die onder meer zijn producties kochten. Datzelfde jaar worden er diverse early rave- en hardcoreplaten uitgebracht door Rotterdam Records. Zoals DJ Rob zijn eerste plaat 1992 Is For You, maar ook Poing van Rotterdam Termination Source die nummer 2 werd in de Nederlandse Top 40. En ook andere hardcore-klassiekers als Alles Naar De Klote van de Euromasters en Rotterdam Subway van General Noise.
De plaat Hocus Pocus van het gelijknamige producersduo scoort hoog in de Europese hitlijsten en haalt in Italië de eerste plaats. Het duo Charly Lownoise & Mental Theo (Speedcity tour) ontstaat datzelfde jaar, daarnaast hebben ze Master Maximum Records opgericht. Andere grotere hardcorelabels die in 1992 werden opgericht zijn K.N.O.R. Records (Kicking Noise Of Rotterdam) en Rave Records, met artiesten als; DJ Gizmo en The Darkraver. Deze beide dj's hebben een pioniersrol als vertegenwoordigers van de Haagse hardcore-scene. The Darkraver is ook de bedenker van de term 'hakkûh' – oftewel hakken – de dansstijl die onlosmakelijk verbonden is met de hardcore en de gabbercultuur.

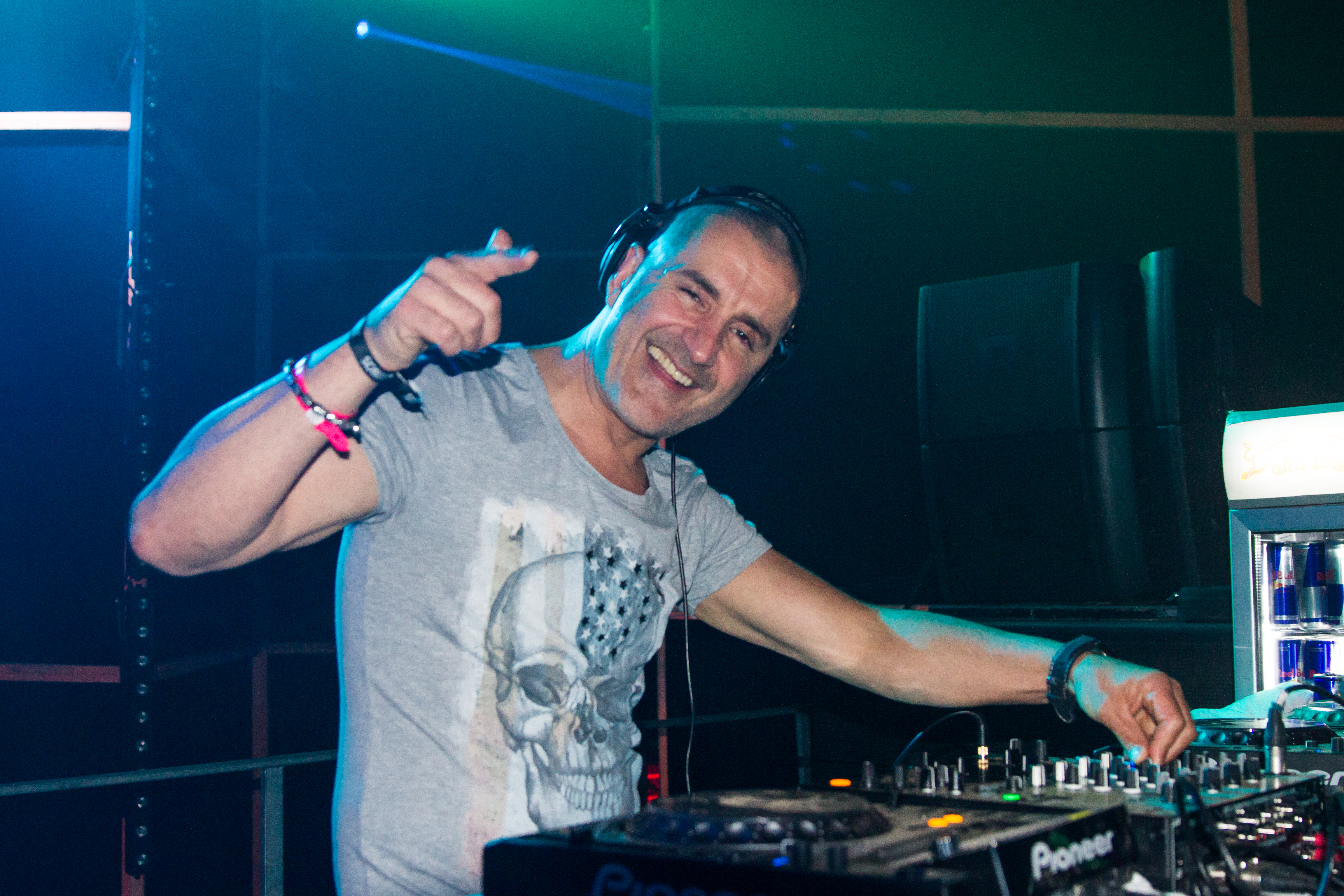
The Dreamteam opgericht door The Prophet (foto) draaide op de eerste Thunderdome.

Het mediabedrijf ID&T werd in 1992 opgericht en organiseerde als eerste The Final Exam (pre-thunderdome) in juni in de Jaarbeurs Utrecht. Er traden een aantal dj's op die een pioniersrol hebben in de hardcore-scene. Zoals DJ Dano, Buzz Fuzz, DJ Gizmo (leden van The Dreamteam opgericht door The Prophet) en DJ Rob. Tijdens een groot openluchtfeest in juli 1992 genaamd Euro Rave blijken de uitgebrachte platen behoorlijk aan te slaan. Het feest werd georganiseerd door Rige Entertainment (Rige Distribution B.V.) met de Maasvlakte in Rotterdam als locatie. In september 1992 werd het eerste grootschalige Hellraiser evenement gehouden in de Utrechtse Vechtsebanen onder de titel 'Hellraiser presents: We are E  - deel 3', de overige delen in 1992 werden vrij kleinschalig in Amsterdam gehouden. In oktober 1992 werd de eerste (officiële) Thunderdome georganiseerd door ID&T in Thialf Heerenveen, met The Dreamteam als dj's. De gekozen naam Thunderdome betekent letterlijk vertaald 'Donderkoepel', vanwege het harde geluid in een grote ruimte. Ondanks de 3000 bezoekers draaide ID&T wel verlies, maar hier werd wel de basis gelegd door het later succesvolle hardcore-evenement. In december werd het feest Nightmare At The Park gegeven in Parkzicht Rotterdam door muziekevenement Nightmare.

#### 1993 t/m 1994: landelijke bekendheid
In 1993 werd hardcore landelijk bekend als de hardste house of gekenmerkt als gabberhouse of gabber, vooral vanuit Rotterdam. Hardcore werd onder meer bekender gemaakt door zes succesvolle Thunderdome-feesten dat jaar. Die bracht datzelfde jaar ook vier hardcore-compilatie-cd's uit. Met bekende artiesten als: The Dreamteam, Neophyte, Charly Lownoise & Mental Theo, Lenny Dee en DJ Gizmo. Het duo Charly Lownoise & Mental Theo waren beide betrokken bij het samenstellen van de eerste Thunderdome-cd's. Het eerste Hellraiser album komt ook in 1993 uit. Dat jaar kwam een (mainstream) hardcorestroming tot stand die zich steeds meer ging onderscheiden van de muziekstijl mellow. Met het eerste album van Thunderdome wordt dit met de rebelse ondertitel: Fuck mellow, this is hardcore from hell duidelijk aangegeven. In vergelijking met hardcore is mellow heel rustig, melodieus en zweverig qua karakter. Datzelfde jaar worden er ook vijf Hellraiser feesten georganiseerd in diverse plaatsen. Vooral in Rotterdam sloeg de hardcore behoorlijk aan onder jongeren, en de gabbercultuur deed langzaam zijn intrede. Naast de Rotterdamse discotheken Parkzicht en Pompeii werden er in 1993 drie feesten georganiseerd door hardcore-evenement Nightmare. Onder de titel A Nightmare in Rotterdam en als locatie de Energiehal in Rotterdam heeft dit evenement een belangrijke rol gespeeld binnen de hardcoregeschiedenis. De Energiehal werd druk bezocht door duizenden feestbezoekers en verkreeg naamsbekendheid in binnen- en buitenland, en droeg daarom ook wel de bijnaam 'de gabbertempel'. In 1993 wordt ook het eerste Mysteryland dancefeest georganiseerd in Lelystad met onder andere The Dreamteam als dj's.
In 1993 verschenen eropvolgende hardcore-labels zoals die van ID&T en Rotterdam Records zijn sublabel Terror Traxx. Als reactie op de 'Rotterdamse gabberhouse' verscheen dat jaar het eerste Amsterdamse hardcorelabel genaamd Mokum Records opgericht door Freddy B (Fred Berkhout). De titel is gekscherend opgezet want gabbers is Jiddisch voor kameraden en Mokum betekent Amsterdam in het Jiddisch. De andere grotere hardcorelabels opgericht in 1993 zijn onder andere: Trashcan Records, Dreamteam Productions, Brrr Records, en Ruffneck Records.
In 1994 maakte de hardcore een zeer succesvolle doorbraak door, met veel cd- en grammofoonplaatuitgaven, feestevenementen en de hardcore werd een rage onder jongeren in Nederland. Veel verkochte compilatie-cd's van dat jaar zijn onder meer: Thunderdome 5 t/m 7, het tweede Hellraiser album, House Party 8 (The Hardcore Ravemix), Rave The City 1 t/m 3 en Rotterdam Techno Is Hard Hard Hard 1 en 2. De grotere hardcore-labels opgericht in 1994 zijn: Forze Records, Dwarf Records, BZRK Records, Coolman Records, Babyboom Records en Waxweazle. De grote feesten van dit jaar zijn: Thunderdome (3), Hellraiser (5) en Nightmare (3).

#### 1995 t/m 1997: popularisering

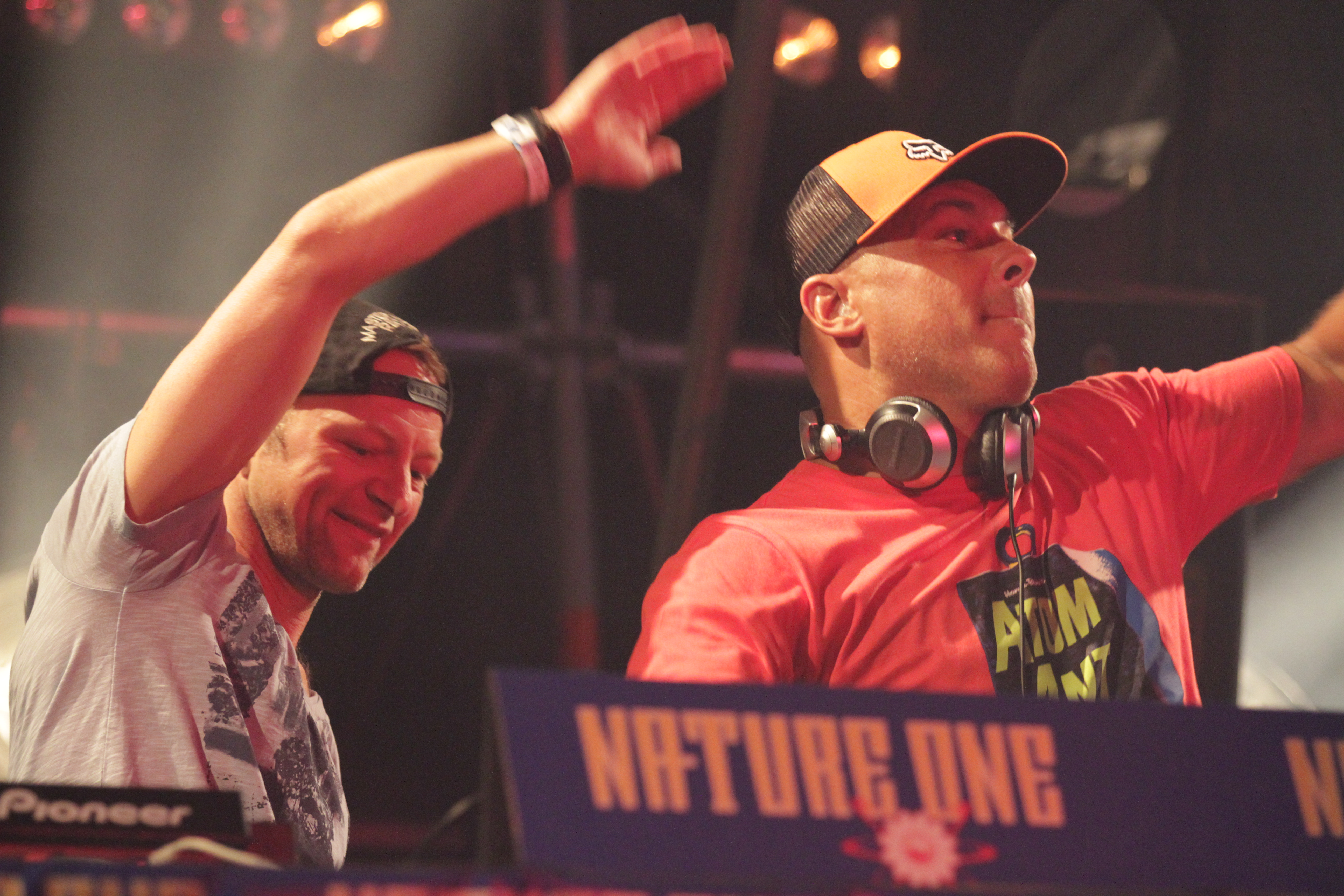
Charly Lownoise & Mental Theo produceerden een aantal klassieke happy-hardcore-nummers.

In deze periode beleefde hardcore een hoogtepunt. Vrijwel wekelijks gingen vele duizenden liefhebbers naar houseparty's waar zij nachtenlang feestten op platen van onder anderen Neophyte, Rob Gee en 3 Steps Ahead. De allergrootste feesten van deze periode zijn: Thunderdome (12 feesten), Hellraiser (5), Nightmare (8) en Masters of Hardcore (6). In 1995 wordt het evenement Masters Of Hardcore opgericht door Bass D & King Matthew, voor het eerst gehouden op 1 juli 1995 in de sporthallen van Almere. In het volgende jaar wordt het gelijknamige label opgericht door DJ Outblast en King Matthew, met veel uitgaven blijkt dat later een van de meest succesvolle labels te zijn. Een van de productiefste producenten genaamd Erik Ypma (beter bekend als onder andere: Dione, E-Noid en S.R.B.) begint rond 1995 met zijn eerste uitgaven. Ook de groep Rotterdam Terror Corps start in 1995, ze zijn bekend geworden vanwege een aantal klassiekers en hun voorstellingen op het podium.
Hardcore is mateloos populair in de periode 1995 t/m 1997: veel compilatie-cd's haalden grote omzetten, er verschenen tijdschriften zoals Strobe (1995) en Thundermagazine (1996), het programma hakkeeh (1996) verscheen op televisie, radioprogramma's zoals hakkuh op New Dance Radio werden uitgezonden, er verschenen gabberpersiflages in reclamespots van onder andere Duyvis en KitKat en de film Naar de klote! kwam uit in 1996. Tegelijkertijd wist de vrolijkere variant happy hardcore regelmatig de Top 40 te bereiken, als eerste met het nummer Wonderful Days van Charly Lownoise & Mental Theo; die behaalde een tweede plek. Het nummer I Wanna Be a Hippy van het Engelse Technohead onder Mokum Records wist de eerste plaats wel te behalen. In deze periode verscheen er veel meer happy hardcore in de Top 40, waaronder elf nummers van Charly Lownoise & Mental Theo, en zeven nummers van Paul Elstak en in 1996 kwamen de Party Animals met drie nummer 1-hits.
In 1996 wist het parodienummer Gabbertje van Hakkûhbar de eerste plaats van de Top 40 te behalen en dat zorgde voor een kettingreactie. Twee maanden later kwam Gabber Piet met het nummer Hakke & Zage als reactie, waarna er meer dergelijke nummers verschenen, van bijvoorbeeld Gabber Wijffie en de Mosselman. De platenmaatschappij Mecado richtte zich vooral op het uitgeven van gabberparodieën. Met behulp van reclamespots werden kinderachtige verzamelalbums zoals Hakkûh & Flippûh goedkoop aangeboden bij het grote publiek. Door de commerciële promotie van deze 'kleuterhardcore' en gabberpersiflages in reclames werd de hardcore-scene behoorlijk geridiculiseerd. Volgens sommigen zoals DJ The Prophet waren dit soort producties de doodsteek voor de gabbermuziek.

#### 1998 t/m 2000: einde van de hype
Vanaf eind 1997 nam de populariteit van hardcore in Nederland behoorlijk af, zodoende werd de muziekstroming langzamerhand weer underground. De hype duurde ongeveer vijf jaar en kwam ten einde vanwege vercommercialisering en negatieve berichtgeving van de media. Veel labels hielden ermee op in die tijd, waaronder de meeste sublabels van ID&T. Fans haakten bijvoorbeeld af omdat de hardcore te commercieel en mainstream was geworden. Vooral oudere liefhebbers wilden niet meer geassocieerd worden met de ridiculiserende stereotypering van de gabbercultuur. De beeldvorming van gabbers was ronduit negatief, ze werden beschouwd als: 'drugsgebruikers, onopgeleid, gewelddadig, racistisch en seksistisch' – maar dat bleek achteraf gezien zwaar overtrokken. Ondanks een toename van maatschappelijke acceptatie fragmenteerde de gabbercultuur. Er ontstonden twee gabbertypes: meelopers – denigrerend als zwabbers of wannabes aangeduid – en echte- of undergroundgabbers. De eerste groep is mainstream, burgerlijk, commercieel, draagt minder vaak gabberoutfits en beluistert ook andere soorten muziek, terwijl de undergroundgabbers zich hiervan distantieerden. De gabberscene was niet meer 'één grote familie' waar het ooit bekend om stond.
In 1998 bleek dat de gabberscene nog steeds wel de populairste jeugdcultuur van Nederland was, bestaande uit ongeveer 150 000 gabbers; wat ongeveer een op de zeven jongeren was. Maar de jaren 1998 t/m 1999 worden wel beschouwd als het dieptepunt van de hardcore-scene, waarin verschillende media de hardcore doodverklaarden. Desondanks werd het succesvolle Neophyte Records in 1999 opgericht door DJ Neophyte, met onder andere het Evil Activities project. In 1999 verschijnt ook het Franse album Neurophonie van de formatie Micropoint met daarop de allereerste frenchcore. In 2000 brengt Masters Of Hardcore vier compilatie cd's uit sinds hun eerste album in 1996.
Maar in de periode 1998 t/m 2000 werden er veel minder feesten georganiseerd in vergelijking met voorgaande jaren en sommige producers stapten over op andere housestijlen zoals hardhouse en early hardstyle. Grote evenementen als Thunderdome en Masters of Hardcore bleven wel bestaan, waar bovendien vrijwel alleen maar echte hardcoremuziek werd gedraaid. Ook nieuwe, jaarlijkse evenementen zoals Hardcore Overdrive en Project Hardcore hielden de hardcoremuziek levendig. Maar ID&T was wel genoodzaakt om Thunderdome 2000 in de Expo in Gent af te lassen wegens onvoldoende kaartenverkoop. Op Mysteryland moest ID&T datzelfde jaar op de mainstage de hardcore vervangen door een ander house-genre.
Hardcore was over het commerciële hoogtepunt heen en sommige producenten begonnen daarom te experimenteren. Bijvoorbeeld de combinatie van hardcore met hardtrance heeft geleid tot het nieuwe genre hardstyle. Maar ook industrial hardcore, een subgenre opgebouwd uit vaak sterk vervormde beats en geluidjes waarbij vooral een melodie ontbreekt, kan achteraf worden gezien als een combinatie van hardcore en techno. De 'Promo Files' van DJ Promo op het platenlabel van ID&T speelden daar onder andere een belangrijke rol in. Na een meningsverschil start DJ Promo in 2000 The Third Movement waarop hij onder andere zijn 'Promo Files' afmaakt. De formatie Endymion wordt in 2000 opgericht en met hun eerste album worden zij gezien als de pioniers van darkcore. Door het ontstaan van deze nieuwe subgenres werd de mainstream van hardcore ook weer wat breder.

### Millenniumhardcoreperiode
De millenniumhardcore is de hardcore van het eerste decennium van het millennium. Deze stroming is qua geluidskarakter ook te onderscheiden van de early hardcore.

#### 2001 t/m 2005: de wederopstanding

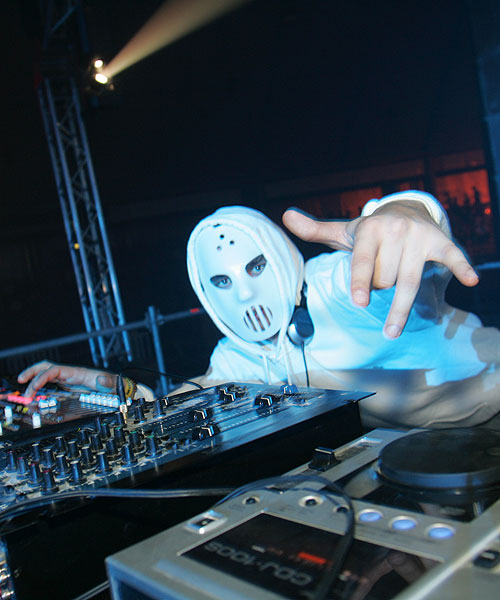
In 2001 maakt Angerfist zijn debuut op een compilatiealbum van Masters Of Hardcore.

Vanaf 2001 begint de hardcore weer aan een gestage opmars, hoewel de ruigere of donkerdere (underground) hardcore eigenlijk nooit is weggeweest. De mainstream, die we in deze periode als millenniumhardcore kennen, wordt naast terror en happy hardcore verbreed met de andere substromingen: industrial hardcore, darkcore en frenchcore. In 2001 wordt het Korsakoff-project gestart door DJ Catscan – met de bedoeling om melodieuze toegankelijke hardcore te maken. Enzyme Records wordt ook opgericht in 2001 door Patrick van Kerckhoven met daarop vooraanstaande producenten zoals Endymion, Nosferatu, Ophidian en Meagashira. Dit platenlabel richt zich vooral op industrial hardcore en darkcore. In 2001 maakt Angerfist zijn debuut op het compilatie-album Masters of Hardcore IX met vijf nummers onder verschillende aliassen.

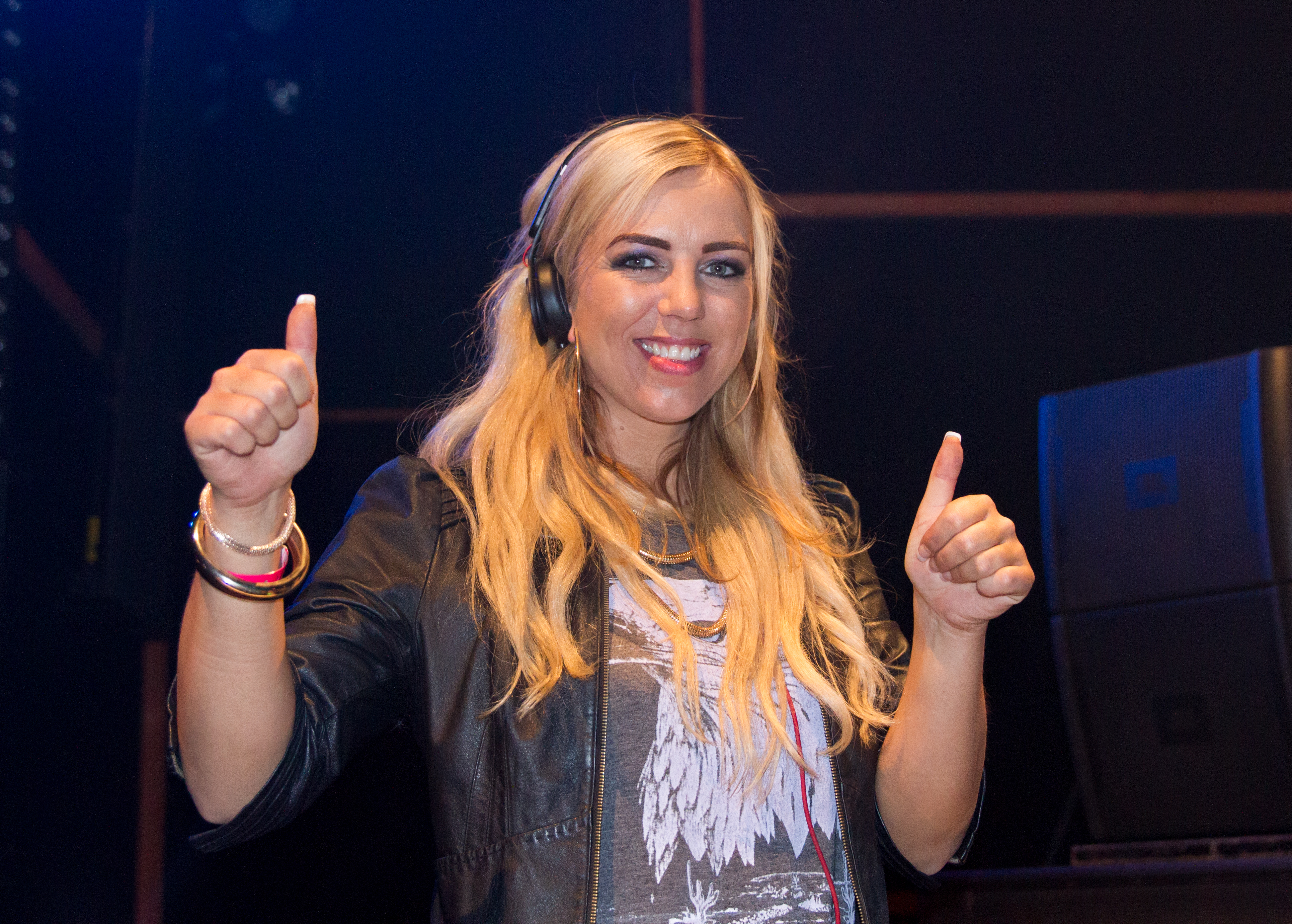
DJ Korsakoff start in 2001 met produceren.

De dominerende stijl in de mainstream van deze periode kwam onder andere van Masters of Hardcore, vanuit de andere substromingen werd die stijl wel gekscherend 'draaiorgelcore' of 'popcore' genoemd. Masters of Hardcore reageert hier op door in 2002 te starten met een darkcore compilatiereeks. De Italianen hebben ook meegeholpen met de heropleving van hardcore; door middel van vooruitstrevende producties en diverse klassiekers uit te brengen op de hardcorelabels: Traxtorm Records, D-Boy Black Label en Hardcore Blasters. Ook in Spanje wordt hardcore steeds bekender door producenten als Javi Boss en DJ Juanma.
Rond 2002 werd het kledingmerk Lonsdale populair in de gabbercultuur. Het merk was enige tijd populair binnen de rechts-extremistische skinhead-scene, zodoende kreeg het kledingmerk een rechts-extremistisch imago. Sommige gabbers droegen al een Nederlands vlaggetje op hun bomberjack, waren kaal en schoven hun vaderlandsliefde niet onder stoelen of banken. Sommige zogenaamde 'Lonsdale-jongeren' droegen het merk met daarbij legerkisten, witte veters en opgerolde spijkerbroekpijpen met bretels. Dergelijke figuren werden (vooral door gabbers) ook wel wazi's genoemd, een verwijzing naar wazig, omdat het hen aan een echte ideologie zou ontbreken en ze de naam nazi niet eens verdienen. Het overgrote deel van de gabbers hangt geen overtuigde extreemrechtse ideologie aan. In 2001 werden op een Thunderdome-evenement tweehonderdvijftig (4%) van de zesduizend bezoekers geweigerd vanwege rechts-extremistische kledij of uitingen. Er ontstaat ook een stroming die zich antiracistisch opstelt vanwege de onvrede door de negatieve beeldvorming. Om van het imago af te komen wordt het feest Hardcore United in 2005 georganiseerd door Art of Dance. In voorgaande jaren werden er ook al antiracistische nummers geproduceerd.
Volgens partyorganisatoren en dj's uit de hardcorewereld is hardcore house of gabberhouse weer helemaal terug. Volgens hen is er een tweede generatie opgestaan, ditmaal zonder kale hoofden en Australian trainingspakken, maar met betere muziek en professioneler opgezette feesten. Vanuit deze jaren is ook, uit hardcore en techno, een nieuwe stroming ontstaan die tegenwoordig enorm is in de wereld van de elektronische muziek: Hardstyle. Hardstyle is een mix van deze 2 genres en is enorm opgebloeid vanaf de jaren 2008/2009.

#### 2006 t/m 2009: bloeien als vanouds
De opstand vanuit de beweging tegen het racisme binnen de scene begint zijn vruchten af te werpen. Er is een strenger deurbeleid tegen de zogenaamde 'wazi's' of 'houthakkers' – het gepogo wordt ook niet echt meer gewaardeerd.
Ondertussen vindt er in hardstyle een metamorfose plaats. De kenmerkende reverse bass wordt vervangen door een kick die van toonhoogte verandert. Hierdoor groeit het geluid steeds meer richting de hardcore. Als dan later ook de substroming raw hardstyle ontstaat, vervagen de grenzen met hardcore vrijwel helemaal. De stap van het hardstyle-publiek naar de hardcore wordt daardoor ook makkelijker, zodat de aanhangers onderling kunnen groeien. Daarnaast wordt het harde geluid weer populair, worden grote early hardcore-feesten georganiseerd, zoals Pandemonium, Mindcontroller en Ghosttown.
Jumpstyle beleeft - na de hit van DJ Norman vs Darkraver met Komt ie dan he (2004) en na de muziek van Jeckyll & Hyde samen met de clips van Patrick Jumpen - een hoogtepunt, oftewel het werd een rage in 2007. De allereerste jump(achtige) nummers komen vanuit de oldschool-hardcoreperiode, zoals Speedy J met Pullover (1991) en Rotterdam Termination Source met Poing (1992).

### Presenthardcoreperiode

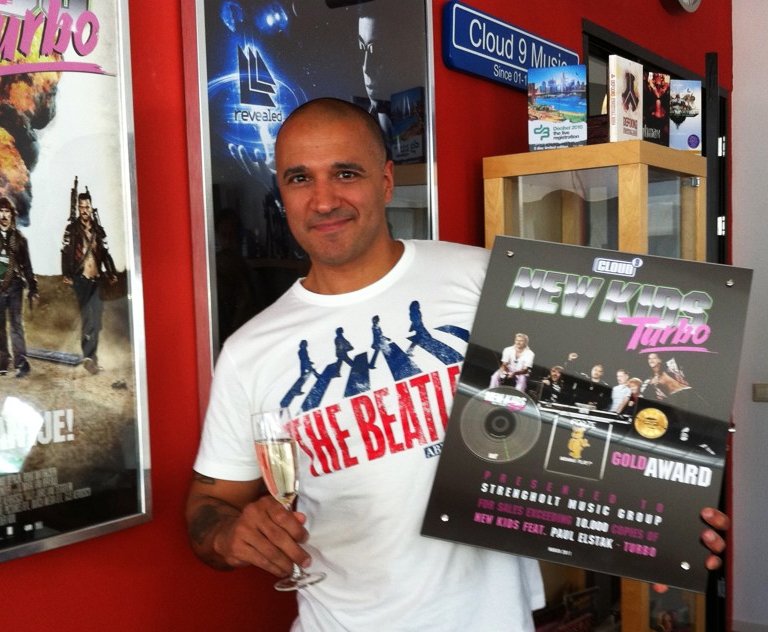
In 2010 maakt Paul Elstak de soundtrack voor de film New Kids Turbo.

Vanaf 2010 ontstaan er weer nieuwe substromingen met ieder zijn eigen helden. Bijvoorbeeld Crossbreed, een mix van hardcore en drum & bass, deze stijl wordt vooral vertegenwoordigd door het Zeeuwse duo The Outside Agency. Of Uptempo Hardcore door Partyraiser, maar ook de frenchcore van Dr. Peacock slaat behoorlijk aan in Nederland. Er worden ook cross-overs tussen hardcore en hiphop gemaakt, zoals The Opposites met het nummer Broodje Bakpao, Yellow Claw met hun mixtapes en de single Nooit Meer Slapen en het gezamenlijke nummer Thunder.
In 2010 maakt Paul Elstak de soundtrack voor de film New Kids Turbo. In 2013 behaalt Angerfist (als enige hardcore-producer) de 34e plek in de top-100 van dj's van DJ Mag. Het feest op 12 december 2012 in de RAI Amsterdam zou het laatste Thunderdome-feest zijn geweest, maar na vijf jaar wordt er toch nog een Thunderdome-feest aangekondigd. Op 28 oktober 2017 wordt in Utrecht het 25-jarig bestaan van hardcore gevierd met een ode aan deze muziekstroming.
Nederlandse hardcore-dj's reizen de hele wereld over, er zijn grote feesten in India, Australië, Italië, Portugal, talloze landen in Oost-Europa en zelfs in Amerika.

## Stromingen
In de hardcore zijn er een aantal stromingen met behoorlijk veel substijlen en of variaties, die ook wel in elkaar overlopen. In de meeste gevallen worden de verschillen gekenmerkt door het aantal beats per minuut oftewel bpm. Maar ook met het aangeven van soort karakter worden verschillende stijlen beschreven. Verder worden er ook termen gebruikt om een bepaalde perioden aan te geven binnen de hardcore-scene zoals:
- 2010 – 2019 Present hardcore is zowel de hedendaagse als de toekomstige hardcore.
- 2000 – 2009 Millenniumhardcore (millennial hardcore, new-style en nu-style in het buitenland) is de hardcore uit het eerste decennium van het nieuwe millennium.
- 1992 – 1999 Early hardcore (gabber/gabba in het buitenland) is de hardcore uit de vorige eeuw en is qua karakter ook te onderscheiden.
- 1990 – 1992 Oldschool/Oldstyle zijn de oudere housevarianten, of ook wel hardcore van voor 1992.

Early rave (1989-1996) is de beginperiode van ravemuziek en vooral in de startfase verwant met de hardcore.

### Mainstream

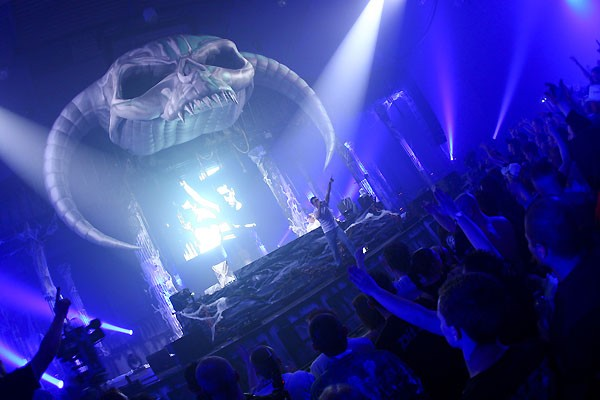
Masters of Hardcore heeft een dominerende stijl opgebouwd in de mainstream.

Mainstream, mainstream hardcore of mainstyle is de hoofdstroom van de hardcore en is daarmee de kern van hardcore house. Mainstream is overgevloeid vanuit de earlyhardcoreperiode, die destijds de mainstream was. Een duidelijke aanduiding van de mainstream ontwikkeling is dat nummers melodieuzer werden. Dit was omstreeks 1995 met de opkomst van Masters of Hardcore, en opvolgend met de invloeden is dat bepalend geweest voor de nieuwe koers in de mainstream. De meeste artiesten in de hardcore richten zich dan ook op deze stijl. Mainstream is een zeer ruim begrip in de hardcore-scene en bevat veel verscheidenheid. In vergelijking met happy hardcore worden vrij commercieel klinkende mainstream nummers weleens gezien als een soort standaardformule hardcore. In dergelijke gevallen worden die dan ook weleens popcore genoemd, maar in het algemeen is de mainstream wel de rode draad en de toegankelijkere vorm binnen de hardcore-scene.
Mainstream begint meestal standaard met een intro en bevat voornamelijk film- en of rapvocalen naast de breaks en de melodie. Binnen dit genre zijn er ook veel artiesten die afwijken van de standaard, met andere stromingen of stijlen als invloed. In de meeste gevallen is aan het verloop van de structuur of de kicks te horen dat het mainstream is. Buiten het genre zijn er artiesten die ook experimenteren met andere stijlen. Vrijwel ieder hardcorelabel heeft bepaalde kenmerken waarin het zich onderscheidt van de rest. Daarbij brengen de meeste labels verschillende stromingen of substijlen uit en kunnen er eventueel nieuwe varianten ontstaan.

#### Labels en artiesten
Een aantal toonaangevende artiesten en grote labels uit binnen- en buitenland die (mainstream)hardcore uitbrengen zijn:
| Land                         | Label                       | Jaar | Oprichter             | Omschrijving | Artiesten |
| ---------------------------- | --------------------------- | ---- | --------------------- | --- | --- |
| Vlag van Frankrijk           | B.E.A.S.T. Records          | 1997 | DJ Olive              | Een groot label met diverse sublabels in diverse stijlen, voornamelijk early hardcore.                                                                                        | DJ Olive, DJ Freak en Hardcoholics. |
| Vlag van België              | Bonzai Records              | 1992 |                       | | Stockhousen (Liza 'N' Eliaz & Pieter Kuyl), BountyHunter, DJ Yves, Glycerine (DJ Yves & Tiësto), Final Analyzis, Phrenetic System                                                                                           |
| Vlag van Spanje              | Central Rock Records        | 2000 | Blanco Y Negro        | Vertegenwoordigt voornamelijk de Spaanse hardcore-scene. | Bossma, DJ Juanma, Javi Boss en Polaris. |
| Vlag van Nederland           | Coolman Records             | 1994 | DJ Rob                | Behoort tot de oudere labels en bestaande voornamelijk uit early hardore. | DJ Rob, Na-Goyah, s'Aphira en DJ Kristof. |
| Vlag van België              | Danger Hardcore Tracks      | 1998 | Danger Hardcore Team  | Het meest gerenommeerde Belgische hardcore-label. | Danger Hardcore Team, Anas en The Outliner. |
| Vlag van Italië              | Hardcore Blasters           | 2001 | Ipnotika              | Maakt onder andere gebruik van gitaarsynthesizers en vrijwel altijd een distortion kick.                                                                                      | DJ D, Nitrogenetics en Hellsystem. |
| Vlag van Verenigde Staten    | Industrial Strength Records | 1991 | Lenny Dee             | Het grootste hardcore-label in Amerika, opgericht in New York. | Lenny Dee, Rob Gee, Delta-9, Disciples of Annihilatian, Broken Rules, Ralphie Dee, Satronica en Terrorfakt. |
| Vlag van Verenigd Koninkrijk | Kurrupt Recordings HARD     | 2012 | Dan Joyce             | Een redelijk groot label in het Verenigd Koninkrijk. | Kurrupt, Danny Ovington, Dark Noise, Final Defence, Hard Desse, Skullfuck3r, Tha Peacemaker, Triple H en The Vinyl Raider.                                                                                                  |
| Vlag van Nederland           | Megarave Records            | 1995 | Rige                  | Behoort ook tot de oudere labels en hebben een representatief geluid opgebouwd.                                                                                               | Dione, Headbanger en The Genesis Projection. |
| Vlag van Nederland           | Masters of Hardcore         | 1996 | Bass-D & King Matthew | Vooral in de mainstream hardcore een van de bekendste labels. Met een ruime vertegenwoordiging en kenmerkend zijn vaak de kicks.                                              | Accelarator, Angerfist, Bass-D & King Matthew, DJ Outblast, Korsakoff, The Masochist, Re-Style en T-junction. |
| Vlag van Nederland           | Neophyte Records            | 1999 | Neophyte              | Vooral vanwege vocalen en ( synthesizer) melodielijnen die ze gebruiken bekend geworden.                                                                                      | Neophyte, Panic, Evil Activities, Masters of Ceremony, Tha Playah, Kasparov, The Viper en Nosferatu. |
| Vlag van Nederland           | Offensive Records           | 2001 | DJ Paul Elstak        | Brengt vrij veel platen uit met feeststemming erin verwerkt. En hebben een aantal bekende hardcore-klassiekers geproduceerd.                                                  | The BeatKrusher, DJ Paul Elstak en Accelarator. |
| Vlag van Duitsland           | Planet Core Productions     | 1989 | Marc Acardipane       | Vooraanstaand hardcore-label in Duitsland, met veel verschillende stijlen. Bracht de eerste hardcore-productie uit, en de oorsprong van darkcore is ontstaan op een sublabel. | Marc Acardipane met aliassen Marshall Masters, The Mover en Rave Creator, en daarnaast Miro. |
| Vlag van Frankrijk           | Psykiatrik Records          | 1994 | Tieum                 | Een redelijk groot Frans label met diverse sublabels. | Tieum, DJ Tof, Brainbruiser en The New Crew. |
| Vlag van Nederland           | Rotterdam Records           | 1992 | DJ Paul Elstak        | Het oudste Nederlandse label met veel sublabels en producties, met veel klassiekers.                                                                                          | Paul Elstak, Neophyte, Panic, DJ Rob, Euromasters, Evil Activities, The Hatebusters, Holy Noise, Legion Of The Lost, Old School Terrorists, Rotterdam Termination Source, Short Circuit, Sperminator, Triax en Wasted Mind. |
| Vlag van Italië              | Traxtorm Records            | 1996 | The Stunned Guys      | Grootste label die in Italië hardcore vertegenwoordigd. Bestaande uit gevarieerde mainstream zowel melodieus als met invloeden van darkcore en terror.                        | Mad Dog, Art of Fighters, Tommyknocker, Amnesys, Meccano Twins en The Stunned Guys. |
| Vlag van Nederland           | Waxweazle                   | 1994 | DJ Waxweazle          | Vrij groot en divers in mainstream en happy hardcore. | DJ Delerium, DJ Promo, DJ E-rick And Tactic, DJ Waxweazle en Re-Charge. |
| Vlag van Nederland           | Mokum Records               | 1994 | Freddy B              | Een behoorlijk groot label met veel uitgaven. | DJ Chosen Few, Technohead, DJ Dano, Tellurian, Flamman & Abraxas, The Speedfreak, The Prophet, Buzz Fuzz, Scott Brown, Liza N Eliaz, The Outside Agency en de Party Animals.                                                |

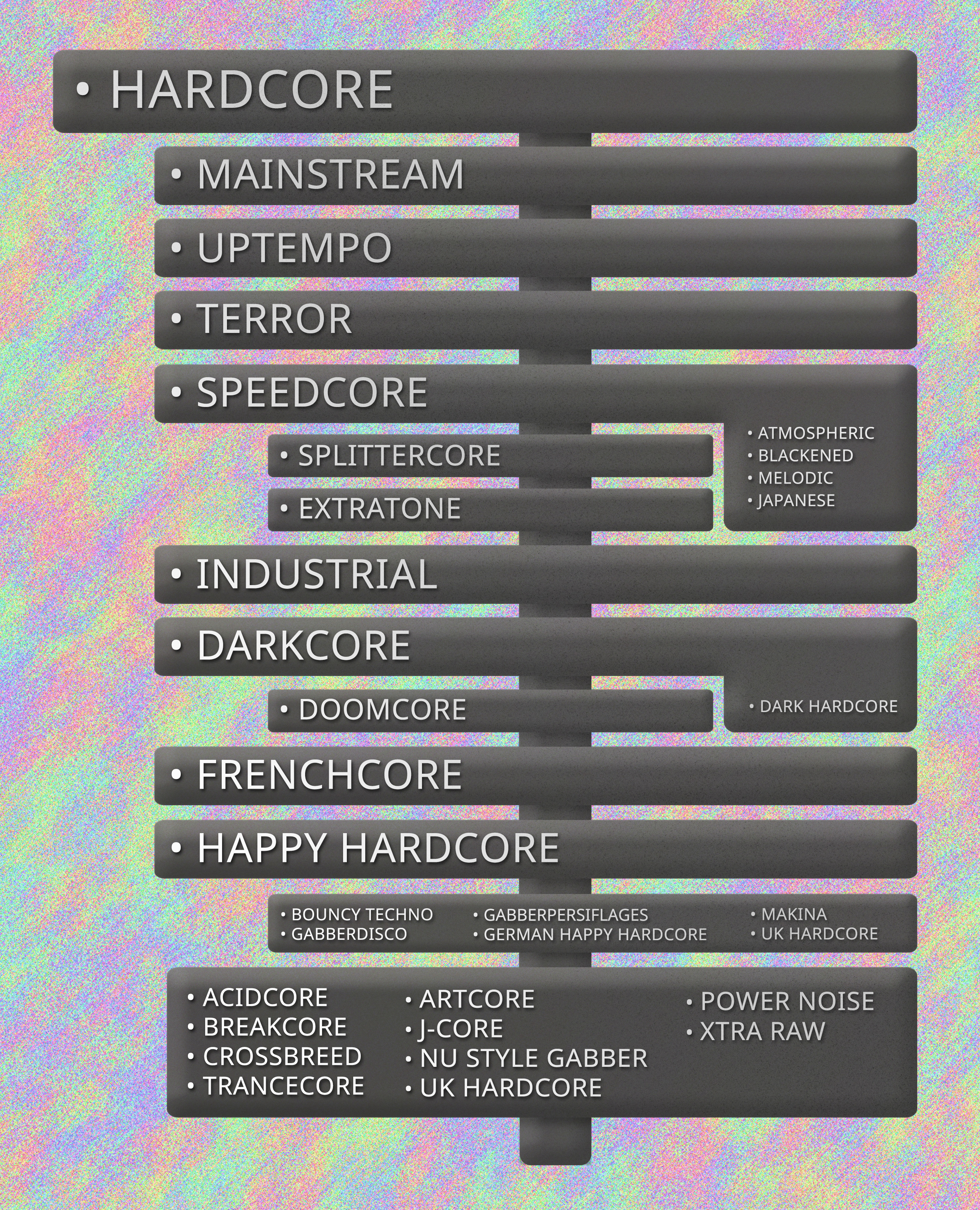
Overzicht van alle hardcore-genres en varianten.

Mainstream heeft officieel gezien geen subgenres, de subgenres zijn (meer) ontstaan vanuit de hardcore zelf. Mainstream is wel behoorlijk breed en gebruikt veel invloeden vanuit andere stromingen. Waarmee mainstream eruit springt, is het toegankelijkere karakter en de feestgerelateerde thema's, zoals; een anthem (muziekhoofdact). De meeste labels creëren meerdere hardcore-genres, en nummers kunnen ook samenvallen, zoals bijvoorbeeld; Mindustries met Deus Ex Machina; dat is zowel industrial hardcore als darkcore. Verder zijn er naast subgenres soms microgenres, een genre met een specifiek kenmerk, oftewel een uiteindelijk subgenre; vrijwel altijd een subgenre van een subgenre. De (hoofd)genres of stromingen hebben veel bekendheid/erkenning opgedaan, met; veel uitgaves, aparte feestpodia, een eigen karakter en/of tempo en zijn daarom meer toonaangevend en groter qua stroming ten opzichte van de andere varianten.

### Uptempo hardcore
Uptempo hardcore of kortweg uptempo zit met 185 tot 220 bpm tussen mainstream en terror in qua tempo. Rond 2012 is uptempo ontstaan en omstreeks 2016 zijn uptempo-nummers duidelijk te onderscheiden van de andere hardcore. Eigenschappen zijn: laagdrempelige productie, krankzinnig snelle synth leads (frequent gebruik van hoofdmelodieën) en screeches (hoog schelle- of doordringende geluiden), bijtende/raspende kicks en zelden (complete) melodieën. Naast het snellere tempo en energieke karakter wordt uptempo gekenmerkt door kicks met hoge frequenties, waardoor een piepend geluid ontstaat, betreffende nummers worden daarom ook weleens; peep- of piepcore genoemd. Uptempo maakt geregeld mashups of bootlegs (meerdere nummers gebruiken); bijvoorbeeld met een ode aan de oudere hardcore. Uptempo kan gezien worden als een heropleving van hardcore en met vrij veel; animo, producties en feestpodia ook als nieuwste genre beschouwd worden. De stijl komt van Partyraiser vanwege zijn opgepitchte nummers op B-kanten van platen. Er zijn diverse artiesten, labels en Youtube-kanalen die specifiek uptempo uitbrengen.
Een aantal toonaangevende artiesten van grote labels uit binnen- en buitenland die uptempo hardcore uitbrengen zijn:
- Barbaric Records – Nederlands label en artiesten zijn o.a.: Barber, Manifest Destiny en Unproven.[117]
- Darkside Unleashed – Schots label en artiesten zijn o.a.: Andy The Core, Angernoizer, DJ Thunder, Hardbouncer, Lady Dammage, Lunatic, Rob Da Rhythm, Streiks & Kratchs en Wreck Reality.[118]
- My Tempo Is Uptempo Records en Uptempo Is The Tempo Records – Nederlandse labels en artiesten zijn o.a.: Basspunkz, Death Shock, The Demon Dwarf, Juliëx, LunaKorpz, Madnezz, Mindspitter, Noise Stylerz Activities, Sjammienators en Spitnoise.[119][120]
- Offensive Rage – Nederlands label en artiesten zijn o.a.: Anfetamind, Badkick, Cryogenic, DFG, Dimitri K, The Freaky Bastard, Inner Rage, Insane S, Insanity, JudaX, Kaimera, LunaKorpz, Major Conspiracy, Mind Compressor, Omistettu, Rizer, S-Kill, Soulblast en TukkerTempo.[121]
- Partyraiser Records – Nederlands label en artiesten zijn o.a.: Scarphase oftewel Partyraiser en F. Noize.[122]

### Terror
Terror, terrorcore of ook wel terreur is een radicalere maar vooral snellere vorm van hardcore. De snelheid van terror is 200 tot 300 bpm en daarmee zit het tussen uptempo en speedcore in qua tempo. Daarnaast staat terror (meestal) in schril contrast tegenover happy hardcore qua karakter. Want nummers bevatten vaak geluidseffecten die 'terreur' oproepen; er worden vaak schelle of scherpe kicks gebruikt met bijvoorbeeld heavy metalmelodieën; en daarbij snelle; harde en/of ruige beats. Regelmatig met schreeuwende-, scheldende- of confronterende vocalen. Het gaat grotendeels om de hoge snelheden en voorbijkomende effecten in een nummer. Hoewel sommige buitenstaanders zich ergeren, komt het geluid vaak door een uitlaatklep in de terrorscene, meestal met een knipoog bedoeld of met een korrel zout genomen. Speedcore is sneller, maar de beathardheid gaat daardoor verloren; terror staat daarom wel bekend als de hardste hardcore.
Het eerste (destijds) terror-nummer; Jackhammer (Juli 1992), komt van Cybersonik uit Canada. Meer dan een maand later (11 September 1992) komt; Alles Naar De Kloote (250 bpm) uit van de Euromasters (Harm Reefboer en Teun Hooihouse). Waarvan een sample voorkomt in het nummer; Hardcore Chicago van Delta 9 uit Amerika; die experimenteerde destijds (1994) ook met terror. Daarnaast kwam Extreme Terror uit (1994) van DJ Skinhead uit Amerika; er wordt aangenomen dat daarmee de genrenaam terror is ontstaan. Ook kwam dat jaar het album TerrorCore EP uit van DJ Heaven (1994) in Duitsland. Later pakte Delta 9 het terrorgeluid weer op (Mei 1995) en bracht een volledig terror-album (vinylplaat) uit, genaamd; Hate Tank. Waarna er meer terror-uitgaven kwamen, zoals; Terrordrome V (Augustus 1995), voorgaande uitgaves (vanaf 1994) waren eerder (gewoon) hardcore. Hetzelfde jaar, werd ook Rotterdam Terror Corps opgericht; die bracht (1995) o.a. het nummer; Terror Never Dies uit. Waarvan het laatste gedeelte sneller is; een vaker voorkomend fenomeen. Vervolgens werd het eerste terrorlabel; Violent Recordings opgericht (1996) in Duitsland. Waarna het Italiaanse terrorlabel; Head Fuck Records (1997) werd opgericht. Daarna in de opvolgende jaren verschenen Nederlandse terrorlabels, zoals; Cunt Records (1998), Hong Kong Violence (2001) en TIT Records (2002). Met het terrorcompilatiealbum; This is Terror (2002) kreeg het terrorgenre meer naamsbekendheid (naast de hardcore); met een reeks van 15 uitgaven. Daarbij verschenen andere terrorcompilaties, waaronder; Terrordrome, Xtreme Terror, Tunnel Of Terror, Terrorcore, 10 Years Of Terror, Temple Of Terror en Terror Impact.
Een aantal toonaangevende artiesten van grote labels uit binnen- en buitenland die terror uitbrengen zijn:
- Cunt Records – Nederlands label en artiesten zijn o.a.: Drokz en Tailz (Coffeecore).[133]
- Head Fuck Records – Italiaans label en artiesten zijn o.a.: DJ Freak, Master Mind, Noizefucker, Randy en The Destroyer.[134]
- Hong Kong Violence – Nederlands label en artiesten zijn o.a.: Akira, Detest, Drokz en Tripped.[135]
- T.I.T. Records – Nederlands label en artiesten zijn o.a.: Catkiller, Deterrent Man, Dissoactive, DJ Plague, Fear, Noisekick, Paranoizer, SRB, Suicide Rage en The Vizitor.[136]
- Violent Disorder – Frans label en artiesten zijn o.a.: Execrate, Persecute en Striker.[137]

### Speedcore
Speedcore is een hardcore-genre met vaak agressieve thema's en is vooral zeer snel, met 300 tot 600 bpm als specifiek subgenre, en het genre zelf gaat van 300 tot ongelimiteerde/oneindig bpm. Vroegere speedcore lag rond de 240 bpm (en hoger); dat is tegenwoordig terror. Korte stukken van speedcore worden soms in (gangbare) hardcore gebruikt, als tussenstuk; vaak vlak voordat de kick of beat erin komt. Naast de snelheid, kan speedcore vaak onderscheiden worden met; de agressieve of overstuurde elektronische slagwerken, die onderbroken worden door hyperactieve snaredrum- of tomtomfills. Veel producenten creëren kicks of beats met een overversnelling, waardoor het blokgolven worden; die minder op- en aflopen. Vaak wordt er gebruik gemaakt van; gewelddadige-, vulgaire- en aanstootgevende thema's; waarmee grenzen van het genre verlegt worden.
De eerste speedcore is onderwerp van discussie, en was behoorlijk experimenteel destijds, op volgorde vanaf 1992; Cybersonik uit Canada, Euromasters uit Nederland en Moby uit Amerika; en (niet zeker op volgorde) in 1993; 303 Nation, Sorcerer en Atari Teenage Riot. Terugkijkende waren dat destijds zowel terror- als speedcore-nummers of -elementen. Echter, kwamen Disciples Of Annihilation met Ya Mutha Part II (280bpm) in 1994; en later (in samenwerking met DJ Narotic) met N.Y.C. Speedcore in 1996; waarmee het genre destijds duidelijk werd aangegeven. – Tussentijds nog uitgaves van Embolism uit Australië in 1995 en in datzelfde jaar wordt (techno) speedcore (voor zover bekend) als eerste met een flyer aangegeven. – Daarnaast uitgaves in 1996 van: DJ Skinhead, Napalm, DJ Tron en Sonic Overkill. Daarmee kan gesteld worden dat speedcore in 1996 is ontstaan – en tot het nieuwe millennium; early speedcore genoemd kan worden – waarna ook het gemiddelde aantal bpm is opgelopen naar minimaal 300. Pas in de vroege jaren 2000 werd er (gebruikelijk) naar het huidige genre speedcore verwezen.
Microgenres of sub-subgenres van speedcore zijn; (blackened-) gezwarte speedcore; een combinatie van black metal en speedcore. Gepioneerd in de vroege jaren 2000 en herkenbaar aan de tremolo-gitaren en krijsende zang van black metal. En (melodic-) melodieuze speedcore; een of meer melodieën spelen de belangrijkste rol in een speedcore-nummer. De bedoeling is dat de melodie niet wordt overstemd door de snelle kicks; maar erdoor wordt begeleid, in plaats van andersom. Daarbij (atmospheric-) atmosferische speedcore, die bestond als term al voor melodieuze speedcore (soms als (psychedelic) psychedelische speedcore aangegeven) maar is technisch gezien ook melodieus. Atmosferische speedcore legt – met de synthesizer en geluidslandschap – daarentegen, de nadruk meer op een; ambiënte, meditatieve en/of minimale manier.
- Splittercore of splitter (voorheen soms neusbloedtechno)[156] is een extreem subgenre van speedcore waarbij het gaat om 600 tot 1000 bpm. Typerende 'blastbeats' (schietend als een minigun) worden vaak dusdanig geïntensiveerd; dat ze niet meer van elkaar te onderscheiden zijn. Splittercore wordt regelmatig vermengt, met secties van noise en/of industriële geluiden; waarmee het chaotische karakter wordt vergroot. Splittercore als term is ontstaan met Pengo; die haar speedcore-mix plaatste op haar website, waarna de admins het voor de grap; de splitter mix noemde; en zodoende is de bal gaan rollen. Inmiddels staat splittercore bekend als (extreme) speedcore met 600 tot 1000 bpm; hoewel het aantal bpm in nummers ook weleens minder of meer is. Splitterblast Records is het eerste splittercorelabel,[157] opgezet door het Kurwastyle Project;[158] waarna anderen, zoals; Splitterkor Rekords Dziwko!!!,[159] Psycho Filth Records[160] en Slime City Records[161] werden opgericht. Een aantal splittercore-artiesten zijn o.a.: Egnal Ramd, Kurwastyle Project, Loffciamcore, Pengo, Polaków en Speedevon.[162][163]
- Extratone (of soms drrr) is de snelste muziek ter wereld; het is een subgenre van speedcore, met een bereik van 1000 tot oneindig bpm. Extratone heeft regelmatig grote hoeveelheden statische geladenheid of (overstuurde) storingen die gemixt worden met extreem snelle blastbeats. Die zover oplopen dat het klinkt alsof het een constante toon is geworden; waarbij het ritme niet of nauwelijks meer gehoord kan worden. Echter bij extratone kan het tempo plotseling verhogen of verlagen; waardoor de tooghoogte veranderd. Het is ook gebruikelijk om noisemuziek(elementen) toe te voegen. Wanneer extreemhoge snelheden worden bereikt , klinkt het vaak; trillend, zoemend of brommend en soms piepend; resulterend in een soort van ritmisch motor- of machinegeluid. Daarbij worden ook regelmatig andere geluidseffecten en -samples gebruikt. Voor zover bekend was Moby met het nummer Thousand (1992) wereldrecordhouder en passeerde als eerste 1000 bpm (tot 1015 bpm), waarna anderen volgden, zoals; The Dreamteam met Killermachinery[164] (1993) die tot 1920 bpm gaat.[165] De Belgische en Franse artiest Einrich 3600 BPM[166] (Immer Schneller Records) is sinds 1998 tot 2001[167] de grondlegger, van; 'extratöne' – door de twee Duitse woorden, extrahieren (extraheren van extractie in de chemische industrie) en ton (toon van octaaf lijnen[168] in muziektheorie) te combineren – bedacht hij de genrenaam. Officieel gezien begint extratone na 3600 bpm; (schone) beats gaan dan over van tempo naar frequentie. Beats zijn dan niet meer te onderscheiden, waarna de toonhoogte veranderd; naarmate de snelheid ook veranderd. Er zijn diverse subgenres van extratone benoemd maar die hebben niet veel bekendheid opgedaan. Suizidcore[169] is van 1000 tot 3600 bpm (onder 3600 bpm is infratone), supertone[170] is van 15000 tot 1200000 bpm (20 000 Hertz) gedefinieerd door Diabarha; omdat tonen na 15000 bpm veranderen in (scherpe) piepgeluiden, hypertone[171][172] is van 1200000 tot oneindig bpm; wat eigenlijk niet meer hoorbaar is, maar door bepaalde technieken wel weer[173][174] en flextone wordt wel gebruikt om het hele spectrum qua aantal bpm aan te geven.[175][176][177]

### Industrial hardcore

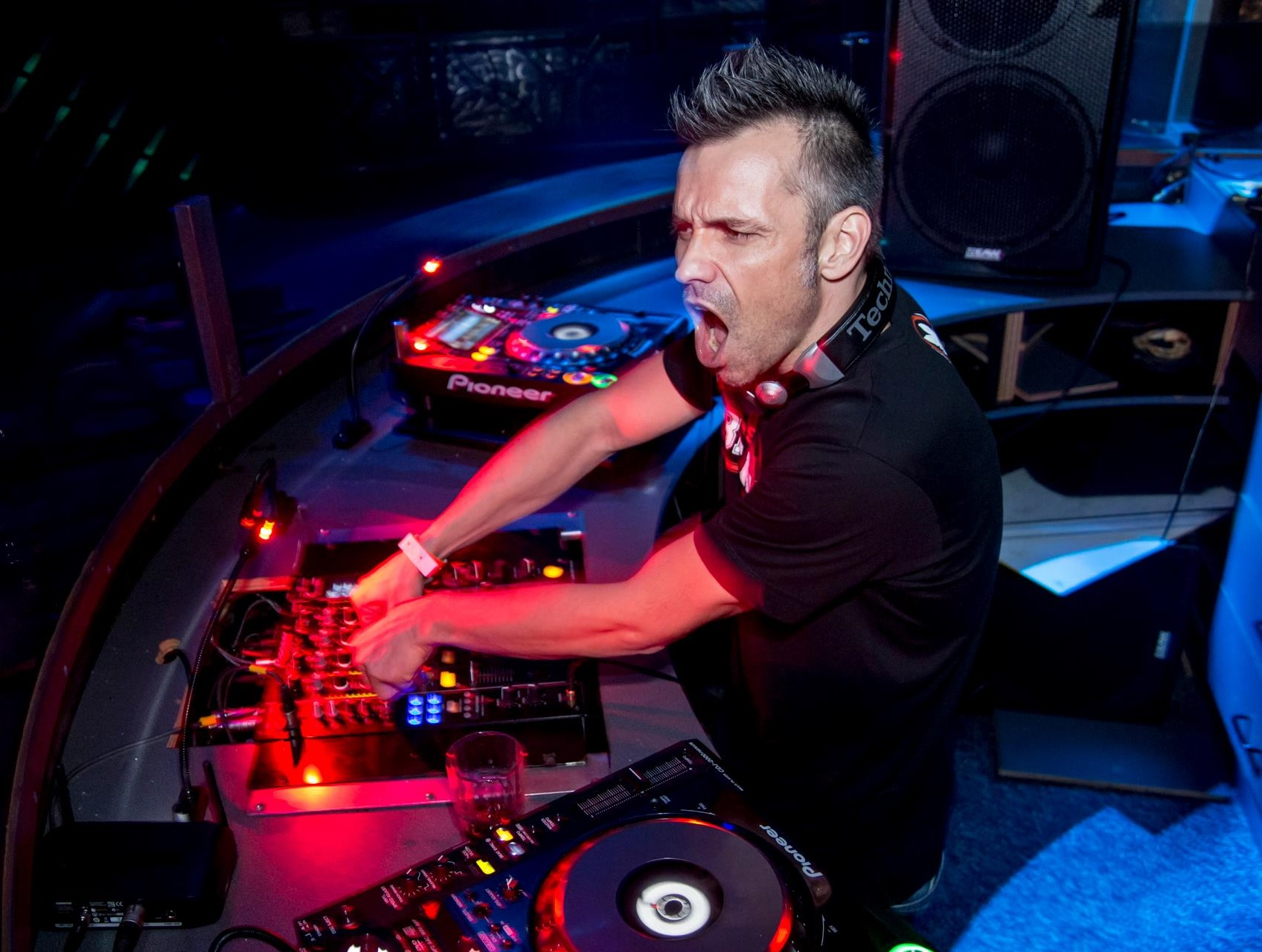
Naast hardcore produceert Noize Suppressor ook darkcore en industrial.

Industrial hardcore, industrial of soms noisecore in het buitenland; is voortgekomen uit de ontwikkelingen tussen hardcore en techno met invloeden uit industrialmuziek en noisemuziek. Naast het industriële karakter, ook experimenteel en kil en daarbij andere kenmerken als; rauwe productiestijl, relatief lager tempo, compacte instrumentatie, laaggestemde baslijnen, nadrukkelijke/chaotische ritmes (gebroken beatpatronen met diepe kickdrums), sterk overstuurde (synthesizer)geluiden, afwezige- of schaarse melodieën en ongebruikelijke structuren.
Industrial hardcore is omstreeks 1994 ontstaan in Frankrijk met producties van; Christoph Fringeli, Explore Toi en Laurent Hô, op labels als; Praxis, Napalm en No-Tek Records. Het genre vestigde zich wereldwijd halverwege de jaren 1990, voornamelijk door de; Franse Manu Le Malin, Belgische Liza 'N' Eliaz (The Queen of Terror) en Amerikaanse Lenny Dee. De opvolgende jaren bleef industrial hardcore nog behoorlijk ondergronds, uitgaves komen onder meer van labels als; Epiteth Rec (het eerste Franse (industrial) hardcore-label), Olympia Records en Uncivilized World. Vanaf 1998 startte Promo met de Promo Files waarmee o.a. de 'promobeat' een fenomeen werd. Samen met andere artiesten bracht die overgangsperiode en opvolgende- een andere soort industrial hardcore voort. Met hard techno-invloeden, zoals; concretere en serieuzere aspecten, tempoverlaging, dansvloervriendelijker en een harder geluid. De wederopstanding (van na de hype) wordt ook wel met; 'Dutch Movement' aangegeven, en wordt gedefinieerd door labels als; The Third Movement, Enyme Records en Dark Descent. Lenny Dee van het (legendarische) Amerikaanse label; Industrial Strength Records ging in 2004 samenwerken met Promo, van; The Third Movement, om een label te vormen met de toepasselijke naam; Industrial Movement.
Een aantal toonaangevende artiesten van grote labels uit binnen- en buitenland die industrial hardcore uitbrengen zijn:
- Dark Descent – Nederlands label en artiesten zijn o.a.: Braintune, Cubic Nomad, Mindwalker, Mute, The Relic, Sei2ure, Sound Abuse, Stan Grewzell en Zanthrax.[196]
- Enzyme Records – Nederlands label en artiesten zijn o.a.: Darksider, Endymion, Fear Factor, Hardez, Meagashira, Mindustries, Miss Hysteria, Neox, Nosferatu, Ophidian, Ruffneck, Skinrush en Weapon X.[197]
- Motormouth Recordz – Schots label en artiesten zijn o.a.: KRTM, Dataklysm, Deadmachine, Detest, eDUB, Razor Edge, Relapse en Stormtrooper.[198]
- The Third Movement – Nederlands label en artiesten zijn o.a.: Armageddon Project, Catscan, D-Passion, Dither, The DJ Producer, Djipe, The Empire, Igneon System, N-Vitral, OMI, Peaky Pounder, Penta, Promo, Rude Awakening, Tommy Pulse, Void Settler en The Wishmaster.[192]

### Darkcore

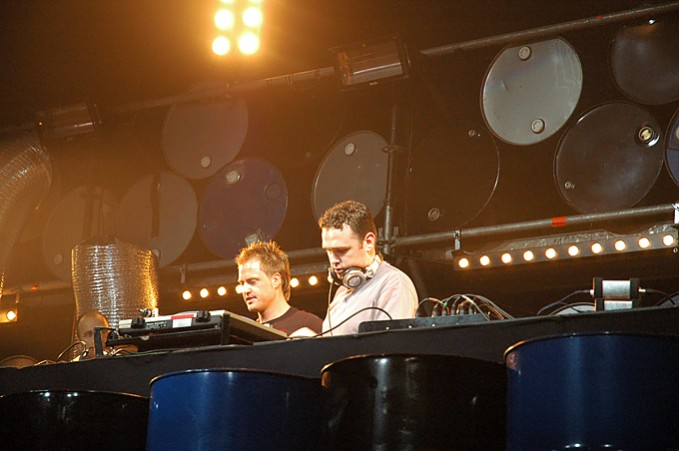
Endymion op Decibel 2005

Darkcore (niet het subgenre van jungle of drum'n'bass) klinkt onderscheidend duister in tegenstelling tot de opgewektere en toegankelijkere (mainstream) hardcore. Darkcore heeft het karakter van doomcore en de overstuurde kicks van industrial; en het tempo zit ongeveer daartussenin, met 150 tot 170 bpm. Darkcore wordt ook gebruikt als overkoepelende term om duisterklinkende hardcore aan te geven, soms als; dark- of darker hardcore, zoals bij het label DNA Tracks. De term darkcore werd bedacht door Ruffneck en zodoende kreeg destijds de experimentele vorm van hardcore ook een naam. Endymion worden beschouwd als pioniers van darkcore (als specifiek genre) op het label Supreme Intelligence. Waarna het specifieke darkcore-label Enzyme K7 (naast Enzyme X) in 2001 werd opgericht. Masters of Hardcore bracht van 2002 tot 2005 een cd-compilatiereeks uit genaamd darkcore ter onderscheiding van de lichtere mainstream hardcore. Veel nummers op de compilatiereeks werden overigens niet (specifiek) als darkcore herkend, maar het genre kreeg door deze uitgaves wel naamsbekendheid.
Een aantal toonaangevende artiesten van grote labels uit binnen- en buitenland die darkcore uitbrengen zijn:
- Aurora Mortem – Frans label en artiesten zijn o.a.: Desolation, Psycow, Silent Humanity, Soulshaver en The Aristokrat.[205]
- DNA Tracks – Nederlands label en artiesten zijn o.a.: Darkcontroller, E-Noid, Negative A en Slavefriese.[206]
- Genosha Recordings – Nederlands label en artiesten zijn o.a.: Chaosbringer, Fracture 4, Petrochemical, The Enticer en The Outside Agency,[207]
- Hard X Music – Amerikaans label en artiesten zijn o.a.: Braincrushers, Cap, How Hard, Mash Manson en Vi Ta Lee.[208]
- Traumetic – Belgisch label en artiesten zijn o.a.: AnTraxi, CRPTC, Desolation, Hypoxic en Xaero.[209]

Doomcore (voorheen ook gloomcore) is een subgenre van darkcore en is met 1 tot rond 140 bpm het traagste hardcore-genre. Doomcore is in vergelijking met andere soorten; traag, minimaal, somber en gereserveerd. Vaak met een spookachtige- of onheilspellende sfeer, minder overstuurde drumkicks waardoor dreunend of stomp, soms ongebruikelijke klappen, simpele melodie (geluidseffecten) en regelmatig met horrorfilmsamples. Doomcore heeft o.a. daarmee ook gelijkenissen met darkcore en industrial hardcore. Doomcore is ontstaan door Marc Acardipane alias The Mover en klonk destijds grimmiger en/of duisterder dan andere oldschool of early rave. De focus lag op emotie en atmosfeer in plaats van de groove. Het is vrijwel het tegenovergestelde van happy hardcore; qua karakter en tempo. Artiest Fifth Era is vrij bekend vanwege het voortzetten van doomcore en Dr. Macabre is ook een doomcore-pionier.

### Frenchcore

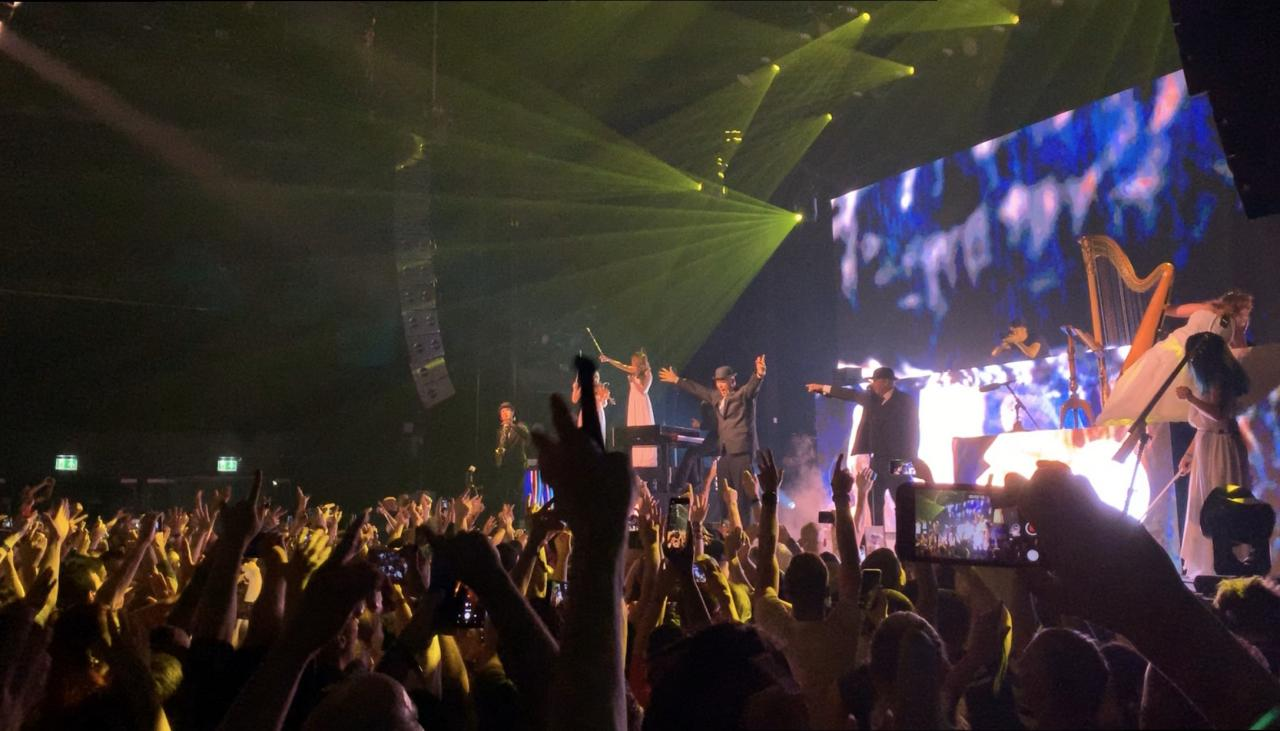
Dr. Peacock in Concert 2019 in Tilburg.

Frenchcore is een hardcore-genre die in Frankrijk is ontstaan. Kenmerkend zijn de pulserende beats; met een tempo van gemiddeld 180 tot 220 bpm in een vrij eentonige vierkwartsmaat. Het snelle tempo van frenchcore ligt meestal rond de 200 bpm, heeft een ongebruikelijke stuiterende baslijn (omgekeerde baskicks), is vrij minimalistisch, repetitief (vloeiender) en gebaseerd op synthesizerritmes. Een voorganger van frenchcore is o.a. de Franse groep Gangstar Toons Industry. Maar het genre is ontstaan met Neurophonie van het duo Micropoint; Al Core en Radium. Waarmee de revolutionaire stijl begon aan te slaan en verder bekend werd gemaakt. Artiesten uit andere landen, aanvankelijk Italië, hebben het geluid omarmd en het succes met verdere transformatie voortgezet. Met artiesten als; Androgyn Network, The Sickest Squad, Psiko, Maissouille, X-Fly en DOM tot omstreeks 2005. Waarna een melodieuze- en psychedelische stijl zich ontwikkelde, beïnvloed door UK hardcore en trancemuziek, door artiesten als; The Speed Freak, Hunterwolf en Roms tot omstreeks 2010. Waarna Nederlandse artiesten het geluid hebben overgenomen en veranderd. Met vooral uitgaves via het label Peacock Records, en met o.a. invloeden uit hardstyle, werd het genre ook wel; euforische frenchcore genoemd. Vooral verder bekend gemaakt door Dr. Peacock en Sefa.
Een aantal toonaangevende artiesten van grote labels uit binnen- en buitenland die frenchcore uitbrengen zijn:
- Neurotoxic – Frans label en artiesten zijn o.a.: Adrenokrome, DJ Tieum, Drokz, Goetia, Joshua, Radium, Sirio, Sytri-X en The Sickest Squad.[217]
- Noistorm – Italiaans label en artiesten zijn o.a.: DJ Ychy, Frazzbass, Hungry Beats, Hunterwolf, Prototype Hardcore, Skeletron en Subversion.[218]
- Peacock Records – Nederlands label en artiesten zijn o.a.: Chrono, Deathroar, Dr. Peacock, Hyrule War, Mr. Ivex, Remzcore en Sprinky.[219]
- Psychik Genocide – Frans label en artiesten zijn o.a.: Al Core, Androgyn Network, DJ Japan, DJ Mutante, Hellfish, Lenny Dee, Maissouille, Pattern J, Pirate Mind, Progamers, Psiko, Radium, The Sickest Squad, The Speed Freak en Tieum.[220]
- Social Teknology – Frans label en artiesten zijn o.a.: Anarchi3 vs D.O.M., Dam, DJ Mutante en Exode.[221]

### Happy Hardcore
Happy hardcore, happy gabber, funcore of happie hardcore met daarbij de buitenlandse benamingen; happy rave, happycore of 4-beat. Het is de vrolijkere en commerciëlere stroming van hardcore; gecombineerd met de 'ravemuziek' of harddancemuziek. Vooral breakbeat hardcore is de oorsprong van happy hardcore met de subgenres: 'darkcore' jungle, piano 'hardcore' en toytown techno. Waarmee (breakbeat) UK happy hardcore (door Slipmatt) samen met bouncy techno (door Bass Generator) is ontstaan in 1993 en verder gepopulariseerd is (door Scott Brown) in het Verenigd Koninkrijk. Daarbij geïnspireerd door Duitse happy hardcore en vandaar is (Nederlandse) happy hardcore ontstaan. Eerst op Babyboom Records (door Brothers In Crime), genaamd funcore; waarna het bekend werd (door Charly Lownoise & Mental Theo) en vervolgens mateloos populair werd (door Paul Elstak) als happy hardcore. Kenmerkend zijn de: vrolijke melodieën (met piano), vrouwenzang (met honingzoete teksten) en lichtere basdrummen (met 165 tot 180 bpm). Andere happy hardcore artiesten zijn o.a.: 4 Tune Fairytales, Anabolic Frolic, Bertocucci Feranzano, Brisk & Ham, Critical Mass, DJ Isaac, DJ Seduction, Dougal, Force & Styles, Gammer, Hixxy, Nakatomi, P*Light, Party Animals, S3RL, Sharkey, Stu Allan, Styles & Breeze, Sy & Unknown, Technohead en Tokyo Ghetto Pussy.
Verder heeft happy hardcore een behoorlijk aantal subgenres:
- Bouncy techno of bouncy hardcore is eigenlijk geen subgenre maar de voorganger of oorsprong van happy hardcore. Bass Generator ontwikkelde bouncy techno en introduceerde het in Schotland en Noord-Engeland in 1993.[231] Verder heeft vooral Scott Brown (onder tal van aliassen) het bekendgemaakt. Diverse genrenamen zijn bedacht, happy hardcore is de bekendste en betreft meer een overkoepelende term, funcore is een andere term bedacht door Babyboom Records[232] en happy gabber is een uitwisselbare term die minder bekend is in Nederland. Desalniettemin heeft bouncy techno een eigen geluid, met als kenmerken; vooral 'stuiterende' drums, en in vergelijking met (gebruikelijke) hardcore; minder hardere kicks, minder snelheid (160 tot 180 bpm), meer melodie en klinkt vrolijker met o.a. (zachtere) pianomelodieën.[233][234]
- Duitse happy hardcore is een klein subgenre maar desondanks speelde Duitsland een belangrijke rol in de internationale formatie van happy hardcore. Het betreft voornamelijk een crossover met mainstream eurodance en soms hard trance. In Duitsland werd happy hardcore ook als happy rave[235] aangegeven, met een compilatiereeks, die gekenmerkt werden met 'iconische duiveltjes' – die ook in commercials zijn gebruikt.[236] Duitse happy hardcore had een kortstondig bestaan en duurde slechts van 1994 t/m 1996. Artiesten die Duitse happy hardcore uitgebracht hebben zijn o.a.: Blümchen, Dune, Interactive, Mark' Oh en Scooter.[237]
- Gabberdisco is een overdreven benadering van harde dancemuziek; met veel energie en hoge snelheid. Waarmee geluidselementen en citaten uit dancemuziek en de popcultuur worden gecombineerd met de geluidstechnische mogelijkheden van tegenwoordig. Met als doel het plezier en de pioniersgeest van vroeger terug te brengen. Het gaat om een positieve instelling die met veel inhoud grappig doet overkomen. Het concept is min of meer al in 1995 bedacht door The Speed Freak[238] en is later verder uitgewerkt op het label; Gabberdisco.[239][240] De trend is enigszins overgenomen in Japan met uitgaves op het label Gabba Disco[241] en Megarex.[242][243]
- Gabberpersiflages, -parodieën, kiddycore of kleuter(hard)core was een fenomeen in de jaren 1996 en 1997 waarbij de gabber(scene) op satirische wijze werd neergezet. Vooral grappig bedoelt, maar ook kinderachtig en belachelijk; waardoor niet alle gabbers het konden waarderen. Omdat hardcore destijds mateloos populair was geworden, vooral door de gabbercultuur; pikten labels als Mecado een graantje mee. Aangezien de gabberrage later tegelijkertijd ook terugdrong bleek de wisselwerking achteraf gezien geen succes. Vooral meelopers zeiden destijds dat hardcore of gabber dood was, desalniettemin werden de genres terror, darkcore en industrial (naast mainstream en happy hardcore) daardoor steeds meer gewaardeerd. Bovendien worden lachwekkende samples ook in andere hardcoregenres gebruikt. Gabberpersiflagenummers hebben vooral een heel kinderachtig karakter, omdat er meestal gebruikt wordt gemaakt van zangteksten en deuntjes uit kinderliederen, met daarbij behoorlijk slappe beats. Betreffende nummers komen vooral van Hakkûhbar met nummers als; Gabbertje, Supergabber en Gabbersaurus,[244] daarnaast ook nummers van; Gabber Piet (Hakke & Zage), Gabber Wijffie en Mosselman.[245]
- Mákina is Spaans voor machine, afgeleid van; synthesizers, samplers en sequencers. Makina evolueerde totdat het in Catalonië in 1997/1998; een eigen geluid kreeg, die dichterbij hard trance en happy hardcore (met name UK hardcore) kwam. Het is meestal behoorlijk snel, stuiterend en met hele vrolijke melodieën. Enigszins te onderscheiden van (UK) happy hardcore met het karakteristieke basgeluid; waarbij de klankkleur een hogere octaaf heeft en een krachtigere kickdrum gebruik wordt om een 'stuiterend gevoel' over te brengen. Het genre heeft ook bekendheid opgedaan in het Noordoosten van Engeland, gepromoot door DJ Scott, maar vooral in Japan door M-Project, DJ Depath[246] en DJ-Technetium.[247][248][249]
- UK hardcore of UK happy hardcore is niet per se een algemene term voor hardcore uit het Verenigd Koninkrijk. Tegenwoordig is UK hardcore in vergelijking met de beginjaren meer gebaseerd op vocalen en soms worden er covers van populaire liederen geproduceerd. Naast het Verenigd Koninkrijk vond het specifieke geluid ook publiek in plaatsen als: Australië, Canada, Japan en de Verenigde Staten. UK hardcore is beïnvloed door veel verschillende stijlen, oude klassiekers werden bijvoorbeeld hervormt tot dance-melodieën; waarmee UK hardcore als snellere versie van de commerciële dance wordt gezien. Raver Baby[250] is het grootste label samen met New Essential Platinium[251] en Quosh Records.[252][253]
  - Freeform (oorspronkelijk bekend als (UK) trancecore) of freeform hardcore is een subgenre van UK hardcore. Freeform (hardcore) voegt vooral trancestijlriffs samen met happy hardcore-ritmes en klinkt wat duisterder dan UK hardcore. Freeform is daardoor minder met; divazang, piano-samples en meligheid en heeft (daardoor) meer weg van Europese hard trance. In de jaren 2000 werd freeform een (apart) subgenre vanuit UK hardcore o.a. omdat freeform meer open stond voor andere invloeden en vandaar ook de naam. Het is grotendeels de beste combinatie van trance(core) en (UK) hardcore.[254]
  - Powerstomp (oorspronkelijk powerbounce) is een subgenre van UK hardcore en betreft een combinatie van happy hardcore en (snelle) hardstyle. Powerstomp bevat triple kickdrums, een diepe stuwende vaak eentonige bas die nogal doordringt en harde kicks waar de kakofonische riff vanaf 'stuitert' – als een rondwervelende tornado vol energie. De Britse artiesten; DJ Kurt[255] en Joey Riot[256] worden beschouwd als uitvinders van powerbounce en powerstomp. In 2015 raakt M-Project[257] uit Japan erbij betrokken, met een combinatie van powerstomp met makina, genaamd; makinastomp.[258]

## Varianten
Hardcore-varianten betreft voornamelijk stijlen die niet (direct) onder de bekende grote stromingen vallen. Het zijn eerder microgenres (sub-subgenres of uiteindelijke subgenres) dan gebruikelijke subgenres van hardcore. Gebruikelijke stromingen of subgenres van hardcore hebben vaak meer uitgaves en worden vaker op feesten gedraaid. Hardcore-varianten bestaan uit; crossbreeds, minigenres en crossovers.

### Crossbreeds
Een crossbreed is een genre dat uit twee oudere muzieksoorten is voortgekomen, in dit geval de hardcore en een andere muzieksoort.
Een aantal bekende crossbreeds vanuit de hardcore zijn:

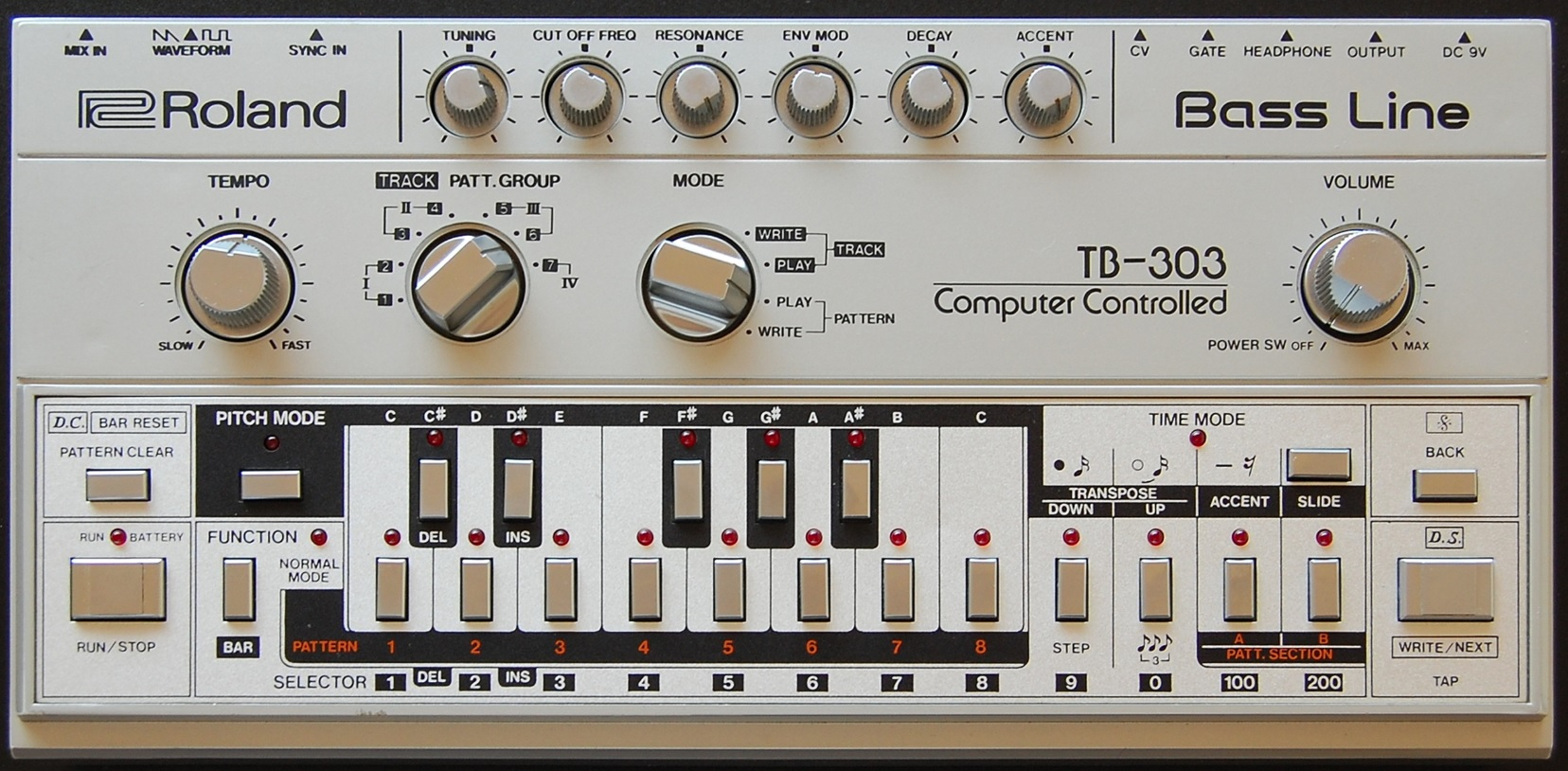
De Roland TB-303bas-synthesizer werd gebruikt om het bekende 'acidgeluid' mee te creëren.

- Acidcore is hardcore met hard acid (hardere; acid house-, acid trance- en acid techno-genres) en kenmerkend is het acidgeluid die met de Roland 303 bas-synthesizer wordt gemaakt. Begin- en middenjaren 90 werd acidcore vooral door het Amerikaanse label Drop Bass Network[259] geproduceerd, door Woody McBride en DJ Hyperactive; die ook veel feesten organiseerden. Daarnaast bracht het Belgische label Darkness[260] ook acidcore uit. Die tijd wordt wel het gouden tijdperk van de acidcore genoemd. Met name acid tekno continueert de combinatie met hard acid in het nieuwe millennium. Het vervolgt niet in Amerika maar in Europa en grotendeels in België en Nederland. Met labels als: Acid Anonymous, Acid Assault, Obs.cur, Sensory Overload en Sick of Silence. Diverse genrenamen vallen hieronder, zoals; acidcore voor de hardcoreklinkende zware kicks en acid tekno, acid tribe en mental acid; die hebben een lichtere kick maar zijn vaak sneller.[261][262]
- Breakcore is hardcore met breakbeats en wordt gekarakteriseerd door (complexe) breakbeats, doorgaans luidruchtige of chaotische sfeer en naast vaak samples van andere muziek, worden die van films en videogames ook wel gebruikt. Breakcore is beïnvloed door jungle en industrial muziek en combineert dat met hardcore. Breakcore werd halverwege de jaren negentig ontwikkelt door Alec Empire van Atari Teenage Riot die 'gehakte' breakbeats van jungle en drum-'n-bass mixte met het agressievere geluid van digital hardore en hardcore. Terwijl hardcore bekend werd in Nederland werd breakcore eerst in andere landen bekend, door de ravegemeenschap. Vooral Venetian Snares bracht breakcore middenjaren 2000 voort naar een breder publiek en combineerde breakcore met elementen vanuit drill and bass en modern klassiek. Tegelijkertijd werd breakcore met digital hardcore verder uitgewerkt dankzij artiesten als: Drumcorps en Igorrr; door breakcore met metal te combineren. Breakcore kent een aantal substijlen, zoals lolicore, mashcore, raggacore en de nieuwere variant; breakcore revival.[263][264][265][266]
- Crossbreed – ook bekend als core & bass, brokencore, drum & core, hardcore drum & bass, drum'n'core. core'n'bass en core n bass – is hardcore met drum-'n-bass en vooral met darkstep.[267] Darkstep is een snellere, donkerdere en hardere drum-'n-bass en haalt invloeden uit dark ambient en industriële muziek. Crossbreed wordt gekenmerkt door een krachtige en/of wrede vierkwartsmaat, overstuurde hardcore-beats met snelle amen breaks, drum- en basprogrammering en met de; sombere, claustrofobische, horrorgerelateerde texturen en atmosferen van darkstep. De naam crossbreed werd voor het eerst geïntroduceerd door een reeks uitgaves op het Genosha One Seven Five-label.[268] Met daarop het pioniersduo DJ Hidden en Eye-D van The Outside Agency; die samen met andere artiesten de stijl introduceerden. Waarna het darkstep-label Prspct Recordings ook releases in dezelfde richting ging uitbrengen. Naast andere drum-'n-bassvarianten wordt in plaats van darkstep ook wel skullstep gebruikt. Speedbass is (min of meer) een subgenre en is door de snelheid vooral te vergelijken met speedcore.[269][270][271]
- Trancecore betreft hardcore met trance en is een ruimere definitie dan psycore (of full-on hardcore); wat een combinatie van hardcore en psytrance is, met ook acidcore-elementen erin verwerkt. Trancecore/psycore moet niet verward worden met dark psytrance of dark psy, die wordt (vooral in het buitenland) namelijk ook trancecore/psycore genoemd.[272] Daarom noemt men het ook wel specifiek; Dutch trancecore/psycore of soms full-on hardcore, afgeleid van de ook intensieve full-on psytrance. Dark psytrance is een snellere en meer duistere vorm binnen het psychedelic trance-genre, die qua beatsnelheid overeen komt met hardcore alleen niet qua beathardheid.[273] Psycore, oftewel psychedelic hardcore wordt ook wel Cenobite / Records style genoemd, vanwege het gelijknamige label, die creëert vooral psycore en is opgericht door Michel Klaassen, alias Leviathan en Tellurian. Psycore-nummers bestaan uit: psychedelische elementen, vrij hoog tempo, dreunende beats, soms hellraiser-samples en daarbij vaak onverwachtse opzwepende geluiden die een ruimtelijk effect creëren. Overigens werd in juni 2015 een feest georganiseerd ter ere van artcore en trancecore genaamd: Ruffneck versus Cenobite. Trancecore/psycoreartiesten waren onder meer: Chosen Few, Danytribe, Ferox, Formek, Ki-Real, Lenny Dee, Leviathan, Rexanthony, The philosopher en Zenith.[274][275]

### Minigenres
Minigenres zijn kleinere en/of specialistische genres. Het zijn geen hoofdgenres of subgenres die gebruikelijk worden aangegeven naast de hardcore/mainstream. Het zijn varianten van hardcore-genres of stijlen; die kleiner of onbekender zijn, overlappen en/of een bepaalde eigenschap hebben, zoals: geluid, land, snelheid en/of periode. De (grotere) hoofdgenres hebben daarentegen een ruimer of duidelijker te onderscheiden snelheid en/of karakter.
- Artcore of Ruffneck style is een variant van hardcore die gekenmerkt wordt door de combinatie met breakbeat (hardcore) en de herkenbare zaaggeluiden; oftewel de hoover-sounds vanuit de Roland Juno-synthesizer. Artcore moet niet verward worden met gelijknamige genres als atmosferische drum-'n-bass of Japanse artcore. Artcore is bedacht in 1993 door DJ Ruffneck (Patrick van Kerckhoven) van het label Ruffneck Records,[28] die o.a. met 'Ruffneck rules da artcore scene!!!' plaats 8 bereikte in de Nederlandse Top 40. Artiesten van het minigenre zijn o.a.: DJ Ruffneck, Knightvision, DJ Predator en Syphax. Het label kwam in 1997 ten einde door een rechtszaak. Van Kerckhoven hervatte zijn producties en uitgaves met grotendeels dezelfde muziekstijl op het label; Gangsta Audiovisuals[276] van 1998 tot 2000. Waarna de specifieke muziekstijl grotendeels ten einde kwam, met de oprichting van Enzyme Records ging het meer richting; darkcore , industrial- en mainstream hardcore.[277]
- J-core staat voor de Japanse hardcore(scene) maar ook voor Japanse happy hardcore als specifiek genre.[278][279] Het wordt verder gekenmerkt door audiosamples van videogames en anime, met daarbij elementen uit de denpa- en otaku-cultuur. DJ Sharpnel wordt beschouwd als een pionier van de stijl. Hoewel het bovenliggende genre hardcore is; zijn Japanse artiesten ook bedreven met andere genres. Japanse Makina is enigszins te onderscheiden door het karakteristieke basgeluid, waarvan het klankgeluid een hogere octaaf gebruikt; met een krachtigere kickdrum voor een stuiterend effect. Japanse speedcore is minder gewelddadig maar daardoor niet minder intens. Japanse frenchcore heeft een ongebruikelijke, stuiterende en overstuurde baslijn. Japanse breakcore heeft subgenres als; lolicore en kusoicore. Verder zijn er meer genres die onder j-core vallen; maar niet per se hardcore zijn. Het hoofdgenre hardcore wordt Japanse gabber genoemd; en is harder en donkerder dan typische j-core.[280][281][282][283]
- Nu style gabber is een langzamere hardcore-stijl met 140 tot 160 bpm. Daardoor gekenmerkt door een diepere en hardere basdrum, die een typische langere omhullende heeft dan mogelijk was met de snellere traditionele stijl. De lengte van de basdrum wordt verlengt; zodat de basfrequentie langer resoneert of doorklinkt. De beats zijn verdeeld in triolen en alle hoover-noten worden op een staccato-achtige manier afgespeeld; waardoor een marcherend effect ontstaat. Gebruikelijke hardcore was dynamischer en definieerde hardheid meer met de snelheid; ten opzichte van statischer en meer hardheid met het tempo, vergelijkbaar met hard house. De bloeiperiode liep omstreeks 1996 t/m 2002. Uiteindelijk ontmoetten mainstream en nu style gabber elkaar ongeveer in het midden; sindsdien wordt de meeste hardcore geproduceerd met een bereik van 160 tot 170 bpm.[284][285]
- UK hardcore omschrijft twee genrenamen, de ene is het bekendere subgenre van happy hardcore en de andere is de (hardere) hardcore uit het Verenigd Koninkrijk; die laatstgenoemde wordt hierbij bedoeld. UK hardcore komt voornamelijk door het label Deathchant[286] maar ook van labels als; Rebelscum, Corrupt en Social Parasite.[287] UK hardcore startte ongeveer net zoals de Nederlandse hardcore (Dutchcore) en tegen het einde van de jaren 1990 klonk het net zoals frenchcore qua tempo. UK hardcore is daarentegen meer opgebroken (zoals breakcore) en zowel met veel drum-'n-bass- als hiphop-invloeden toegevoegd en daarbij veel breaks met reese-baslijnen.[288] UK hardcore artiesten (van de genoemde labels) zijn o.a.: Bryan Fury, Diplomat, Dolphin, Hellfish, Matt Green, The DJ Producer en Tieum.[289]

### Crossovers
Crossovers zijn overgangen van verschillende muziekgenres. Hierbij is de term wel voorbehouden aan een enkele muzieksoort. Verschillende stijlen of bepaalde nummers klinken nagenoeg gelijkwaardig door in de muziek. Daarbij hebben crossovers geen eigen (bekende) genrenaam en komen daarnaast niet (direct) vanuit hardcore. Het zijn andere muzieksoorten, die met nummers min of meer experimenteren met hardcore; en daarbij meer dan alleen maar hardcore-elementen bevatten. Hiphopelementen worden bijvoorbeeld regelmatig door hardcore gebruikt, maar daarnaast bestaat ook de crossover; die hiphop met hardcore combineert. Dat is echter nog geen crossbreed, met een eigen genrenaam; die vanuit twee soorten ontstaat. Met crossovers vallen genres samen; maar zijn niet volwaardig genoeg (vaak wegens weinig uitgaves) en zodoende meer die andere (gebruikte) muzieksoort.
Een aantal crossovers met hardcore zijn:
- Power noise, rhythmic noise, distorted beat music of technoid is industrial muziek waarbij noise en diverse dancestijlen zijn gefuseerd; waaronder ook (met name hierbij) industrial hardcore.[290] Het is een subgenre van power electronics en valt met industrial hardcore o.a. onder post-industrial. Kenmerken van power noise zijn; instrumentaal en gebaseerd op overstuurde geluiden en drums met soms een melodie; maar die is meestal secundair. Doorgaans gestructureerd en dansbaar, maar heeft daarnaast ook een abstract of experimenteel karakter. Na 2010 ontstond een heropleving van de hardere, ruwere en meer experimentele techno. Hoewel die qua karakter overeenkomt met power noise, maar eerder bekend staat als industriële techno (door bijvoorbeeld Ontal en Tomohiko Sagae) zijn er ook hardere nummers, die sterke overeenkomsten met industrial hardcore vertonen. Zoals nummers van; Imminent Starvation, Axiome, Converter en Terrorfakt.[291][292]
- Xtra raw is een subgenre van raw hardstyle (rawstyle) en een microgenre van hardstyle; die grenst aan hardcore en wordt soms zelfs overschreden. Xtra raw heeft kenmerken als; schreeuwende vocalen, overstuurde kicks, kickrolls (snelle herhaling van kickdrums)[293] en zware screeches (hoog schelle- of doordringende geluiden). Gearbox Digital, Spoontech en Theracords zijn een paar grotere labels die deze scene ondersteunen. Xtra raw verwijst ook naar het indigo-podium op defqon.1; die in 2014 letterlijk een extra podium voor rawstyle heeft toegevoegd. Later (2015/2016) werd met de naam; naar rauwere rawstyle/artiesten van het specifieke podium verwezen. Diezelfde periode creëerden producenten meer melodieuze- en euforische combinaties met rawstyle. Xtra raw overstijgt die combinaties en gaat meer op zoek naar de meest extreme geluiden die hardstyle heeft te bieden.[294]

## Gerelateerd
Gerelateerd betreft voornamelijk soorten harddance; een overkoepeling van diverse moderne harde elektronische dansmuziekgenres; ter onderscheiding van zowel langzamere als snellere/hardere dancemuziek. Harddance varieert doorgaans met 140 tot 160 bpm en is daarmee meestal (naast ook minder hard) trager dan hardcore dance. Hoewel sommige gerelateerde genres sterke overeenkomsten vertonen; en zelfs overlappen met hardcore, zijn er ook genres vanuit ontstaan (spin-offs) en/of sterk beïnvloed zijn door hardcore (en andersom).
Gerelateerde muzieksoorten of -genres van hardcore zijn:
- Early rave is geen specifiek genre want rave is geen (één) bepaalde muzieksoort. Rave of reef verwijst hoofdzakelijk naar evenementen met bijbehorende muziek. Vooral uit de begintijd van techno is die overeenkomstig met early rave. Destijds met genres als; house, techno en hardcore[298] maar tegenwoordig verwijst rave naar vrijwel alle elektronische dansmuziek / evenementen. Vanaf 1993 werd de term in gebruikt genomen; om voorgaande elektronische dansmuziek of evenementen te benoemen. Zoals madchester, maar vooral breakbeat hardcore[299]; waar darkside (darkcore jungle)[300] en later hardcore breaks[301] uit voortkwamen. De overgang van oldschool/oldstyle naar (vroegere) early hardcore wordt ook wel met early rave aangegeven – dat verschoof destijds tot omstreeks 1996. Van 1993 tot 1996 verwees 'rave muziek' ook naar een bepaalde snelle technostijl. Bekende voorbeelden daarvan zijn: Marusha – Raveland en Dune – Can't Stop Raving. Waarbij de snelheid vooral vergelijkbaar is met nu style gabber; die gezien kan worden als een tijdsopvolger van early rave.
- Hardstyle heeft directe invloeden van hardtrance, zoals de reverse bass en early hardstyle werd eerst als subgenre van hardtrance gezien. Desalniettemin is hardstyle ook sterk beïnvloed door hardcore, door bijvoorbeeld het oplopen van 135 tot 150 bpm naar 150 tot 160 bpm. Andersom worden hardstyle-elementen ook teruggebracht naar de hardcore-scene. Waardoor beide genres zeer vergelijkbaar zijn, sterke overeenkomsten hebben en in sommige gevallen zelfs (nagenoeg) onafscheidelijk zijn; alleen het aantal bpm verschilt meestal. Met name met het kernachtige subgenre; raw hardstyle, raw style (of soms hardstyle hardcore)[302] of zelfs in het bijzonder met; xtra raw.[303] Beide combineren hardstyle behoorlijk met hardcore(elementen) en hebben ook minder melodie, maar bevatten destemeer hardere kicks.[304] Sinds 2010 heeft raw hardstyle een podium op hardcorefestifal Dominator.[305]
- Hard techno verwijst naar hardere en donkerdere techno van meestal 140 tot 160 bpm die na 2000 is ontstaan. De eerste (voorgaande) hardere technoproducties verschenen vanaf 1991 op labels als; PCP en Industrial Strength en werden ook wel hardcore techno genoemd. Terwijl techno zelf een zachtere richting uitging, liet de hardcorescene zijn techno-oorsprong achter; voor een ander maar vooral harder geluid. Eind jaren negentig werd een nieuwe 'extreem' harde technostijl bekend, die met hard techno wordt aangegeven, met name door schranz. Schranz is rauwer, heeft een prominentere baslijn en vettere kickdrums terwijl hard techno; sneller is, met omstreeks 160 bpm – waarbij talloze harde percussies door de loops galopperen die zichzelf qua volume naar de voorgrond dringen. Het aangrenzende genre is vooral industrial hardcore vanwege het soortgelijke karakter.[306][307]
- Jumpstyle of jump is in 1997 ontstaan in België, via het label Jumper Records door Da Boy Tommy[308] (die noemde zijn muziek jumperkes) en Da Rick[309]; een lid van Danger Hardcore Team[310] (wat begon in 1995); die met hun eerste plaat o.a. het nummer Jumpin' Time hebben uitgebracht.[311] Jumpachtige nummers van daarvoor zijn o.a.: Catwalk van T99 uitgebracht in 1991 en Pull Over van Speedy J uit 1991 en Poing van Rotterdam Termination Source uit 1992. Jumpstyle is een soort tragere hardcorevariant met ook invloeden uit hard house, electro house en hardstyle. Gebruikelijk is 140 tot 150 bpm en klappen tijdens de kick waardoor een stampende beat ontstaat die een springend effect creëert. Daarbij worden bas en melodie meestal geshuffeld[312] tijdens de beat. Naast de opvolger van jumpstyle, zit tekstyle[313] met omstreeks 150 bpm tussen jumpstyle en hardstyle in; en is daarmee ook redelijk gerelateerd aan de hardcore.[314][315]
- Tekno (met veel andere benamingen) is vaak sneller en/of soepeler dan techno; met normaliter 170 tot 200 bpm en wordt verder gekenmerkt door beukende, hypnotiserende of repetitieve kickdrums. Een ander verschil met hardcore is dat basdrum-oversturing door clipping minder vaak wordt gebruikt, zodat de basdrum zuiverheid blijft behouden en daardoor ook minder zwaar klinkt. Tribecore[316] is een hardere en snellere variant en beïnvloed door frenchcore; die met ongeveer hetzelfde tempo van 185 tot 210 bpm; ook gebruik maakt van een side-chainedbas.[317] Toen tribecore populariteit verloor, nam de modernere hardtek[318] het over. Hardtek wordt beschouwd als een samensmelting van UK hardcore en frenchcore. Hardtek heeft het frenchcore-tempo; maar dan minder ruig en heeft de opbeurende vrolijke sfeer van UK hardcore; maar dan minder luchtig.[319][320]

## Gabbercultuur

Animatie van een hakkende gabber.

De gabbercultuur is de enige subcultuur die geheel in Nederland is ontstaan en ook bekendheid heeft opgedaan in het buitenland. De traditionele benaming voor een persoon die betrokken is bij deze subcultuur wordt een gabber of gappie genoemd, die termen komen uit het Jiddisch en betekenen maat, vriend of makker. De oorspronkelijke gabber is te herkennen aan zijn kledingstijl bestaande uit een trainingspak van Australian (aussie) of Cavello, een bomberjack en Nike Air Max (classic) schoenen. Daarbij is de haardracht voor mannen kaal en voor vrouwen strak naar achteren in een staart en eventueel de zijkanten opgeschoren, een man kan dit kapsel ook aannemen. Verder is een gabber of gabberin iemand die van hardcore house houdt en houseparty's bezoekt waar deze muziek wordt gedraaid. De bijpassende dansstijl wordt hakken of hakkûh genoemd, waarbij het voornamelijk gaat om de schopbewegingen in overeenkomst met de beatsnelheid. Overigens is het nuttigen van drugs zoals xtc of amfetamine op dergelijke feesten niet geheel ongebruikelijk. Wanneer iemand niet binnen dit plaatje paste, oftewel geen 'echte' gabber was, dan werd diegene weleens een zwabber genoemd.
Later werd het kledingmerk Lonsdale populair in een klein gedeelte van de gabbercultuur. Het merk had destijds een rechts-extremistisch imago omdat men het in de skinhead-scene ook regelmatig droeg. Sommige die dit droegen op feesten werden wazi's genoemd, oftewel wazige nazi's die met hun boodschap niks te zoeken hadden op hardcore houseparty's. Het was een minderheid want het overgrote deel van de gabbers stelde zich antiracistisch op vanwege de onvrede door de negatieve beeldvorming over gabbers. Om van het negatieve imago af te komen wordt rechts-extremisme actief afgekeurd op feesten en op bepaalde muziekproducties. Dit bleek later een succes want de 'Lonsdale jongeren' zijn vrijwel geheel uit het straatbeeld verdwenen.
Tegenwoordig speelt de kledingstijl en haardracht niet z'n grote rol meer in de hardcore-scene. Zowel de oorspronkelijke gabberoutfit als casual gekleed wordt getolereerd. Het gaat (tegenwoordig) vooral om de liefhebberij van de muziek en de positieve feeststemming op een hardcore-evenement.

## Bekende hardcorefeesten

### Nederland

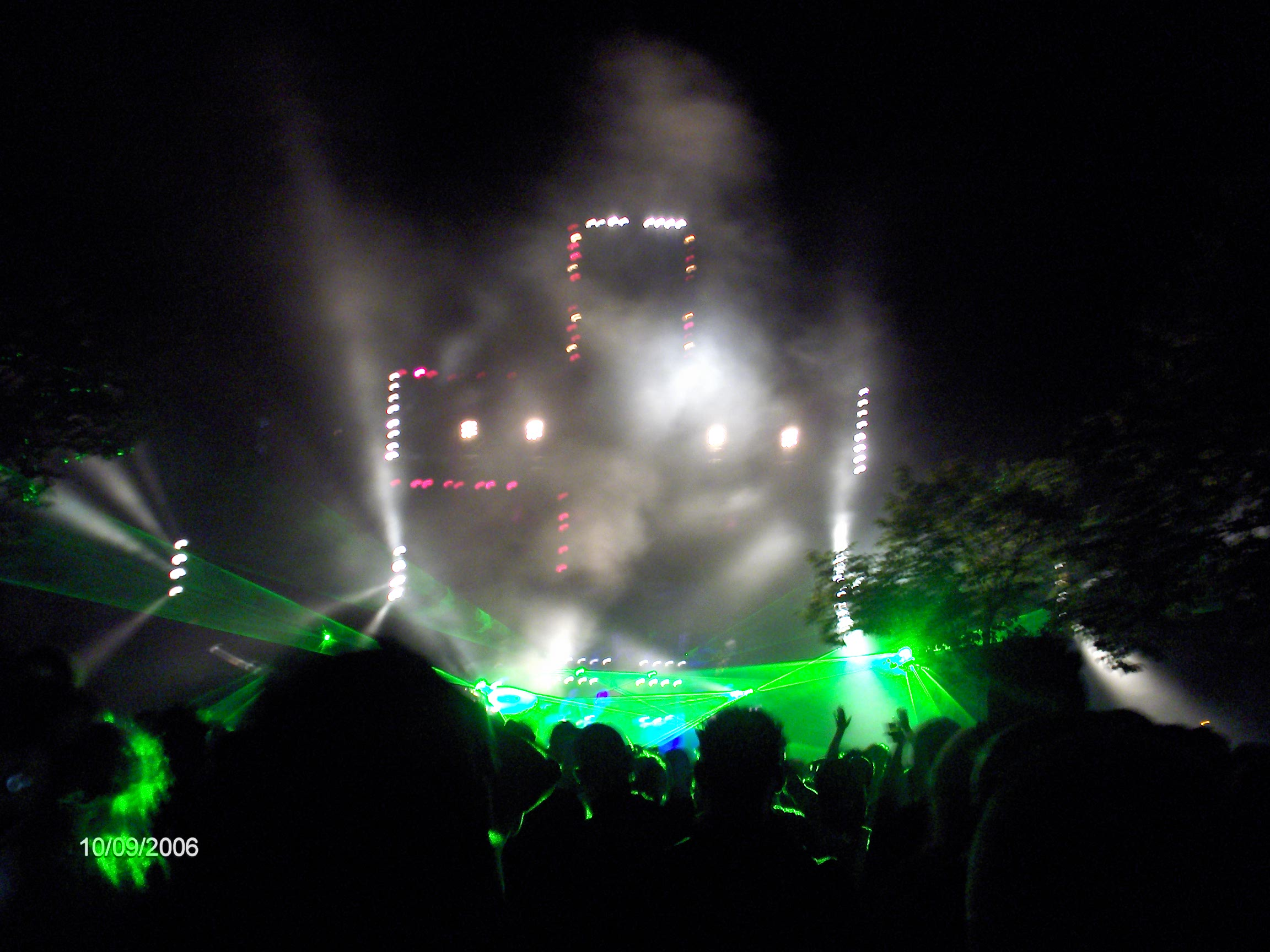
Nightmare Outdoor in 2006.

| Feest                    | Start | Einde | Omschrijving |
| ------------------------ | ----- | ----- | --- |
| A Nightmare in Rotterdam | 1992  | -     | Het festival vindt twee keer per jaar plaats en kent een outdoor en indoor editie.                                            |
| Black                    | 2002  | 2012  | Hardstyle en hardcore, voorheen bekend als Sensation Black.                                                                   |
| Decibel Outdoor          | 2002  | -     | Alle hardere stijlen in de dansmuziek worden hier ten gehore gebracht.                                                        |
| Defqon.1 Festival        | 2003  | -     | Hardstyle, hardcore, jump, hardtrance en techno.                                                                              |
| Dominator                | 2005  | -     | Een jaarlijks hardcorefestival georganiseerd door Art of Dance.                                                               |
| Hardcore4Life            | 2001  | -     | Jaarlijks hardcore feest dat plaatsvindt in de Maassilo, Rotterdam.                                                           |
| Hellraiser               | 1993  | 2015  | Grootschalige hardcore-housefeesten met meerdere zalen.                                                                       |
| Masters of Hardcore      | 1995  | -     | Een van de meest gerenommeerde hardcore-evenementen.                                                                          |
| Mysteryland              | 1993  | -     | Tussen 2000 en 2017 werd er geen hardcore gedraaid op Mysteryland, maar sinds 2017 heeft Thunderdome weer een podium.         |
| Qlimax                   | 2000  | 2024  | Voornamelijk hardstyle met het laatste uur hardcore.                                                                          |
| Q-Base                   | 2004  | 2018  | Had verscheidene hardcore area's, waaronder Thunderdome en BKJN.                                                              |
| Rave the City            | 1991  | 2016  | Grootste concurrent van Thunderdome in de vroege jaren van de hardcore.                                                       |
| Ravers Religion          | 1995  | 2008  | De laatste editie vond plaats op 31 mei 2008.                                                                                 |
| Thunderdome              | 1992  | -     | Draaien al meer dan 25 jaar hardcore op hun muziekevenementen. Tussen 2012 en 2017 zijn er geen Thunderdome feesten gehouden. |

### Buiten Nederland

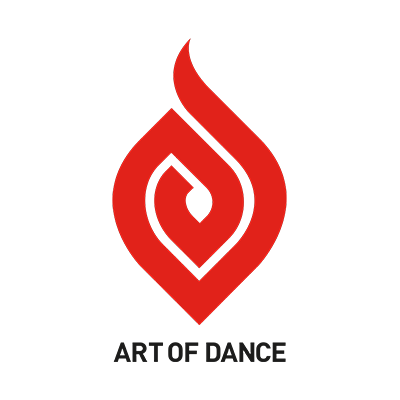
Het Art of Dance logo.

| Land                                 | Feest                   | Omschrijving |
| ------------------------------------ | ----------------------- | --- |
| Vlag van Zwitserland                 | Street Parade           | Een dansfestijn met technomuziek dat jaarlijks wordt gehouden in Zürich.                                                                          |
| Vlag van Nederland · Vlag van België | Thunderdome             | Een muziekevenement in Nederland en België. |
| Vlag van België                      | Club X                  | Was tussen 1993 en 2000 een discotheek in Wuustwezel.                                                                                             |
| Vlag van België                      | Cherry Moon             | Was tussen 1991 en 2013 een discotheek in Lokeren.                                                                                                |
| Vlag van België                      | La Bush                 | Was tussen 1994 en 2013 een discotheek in Esquelmes (Pecq).                                                                                       |
| Vlag van België                      | La Florida              | Was een discotheek in La Glanerie (Rumes). |
| Vlag van België                      | Complexe Cap'tain       | Is een discotheek die in 1993 werd geopend in La Glanerie (Rumes).                                                                                |
| Vlag van België                      | Teknik Factory          | Was een discotheek in Gaurain-Ramecroix (Doornik).                                                                                                |
| Vlag van België                      | Complex                 | Was een discotheek in Sint-Niklaas. |
| Vlag van Duitsland                   | Masters of Hardcore     | Deze editie is ook in handen van Art of Dance. |
| Vlag van Italië                      | Masters of Hardcore     | Deze editie is ook in handen van Art of Dance. |
| Vlag van België                      | Bassleader              | Verschillende hardcorezalen, waaronder old school en hardcore.                                                                                    |
| Vlag van Duitsland                   | Fuckparade              | Cultureel-politieke technodemonstratie in Berlijn met speedcore, gabber, extratone, punk en house.                                                |
| Vlag van België                      | So W'happy              | Is een festival voor elektronische muziek dat in juli in Rongy wordt georganiseerd.                                                               |
| Vlag van België                      | Axiome                  | Was een discotheek in Pecq. |
| Vlag van België                      | The Qontinent           | Muziekstijlen die onder de categorie harddance vallen, zoals hardstyle, hardcore en tekstyle.                                                     |
| Vlag van België                      | Planet Hardcore         | Was een discotheek in Dendermonde. |
| Vlag van België                      | Planet Kabarka-/Kabarka | Was een discotheek in Berlare. |
| Vlag van België                      | The Oh!                 | is een Belgische discotheek opgericht in Gavere (nabij Gent) in 1993. In 2009 verhuisde het naar Gistel. Sinds 2013 is het gevestigd in Oostende. |